# 爆笑問題の日曜サンデー
『爆笑問題の日曜サンデー』（ばくしょうもんだいのにちようサンデー）は、TBSラジオをキーステーションにJRN系列で放送されているワイド番組。お笑いコンビの爆笑問題 （太田光・田中裕二）がパーソナリティを務める。2008年4月6日放送開始。

## 概要
TBSラジオの日曜日の昼ワイド番組は、1998年以降、伊集院光がパーソナリティの番組『伊集院光 日曜大将軍』→『伊集院光 日曜日の秘密基地』が放送されていたが、2008年に伊集院の意向により『秘密基地』が急遽終了することになった。後継番組のパーソナリティとして、伊集院と親交があり、午前中はTBSテレビ『サンデージャポン』で総合司会を務める爆笑問題が起用され本番組が始まった。
初代アシスタントには爆笑問題との関係が深い友近が出演していた。2010年4月以降はTBSテレビアナウンサーが交替で担当している。（オープニングのタイトルコールはいまも爆笑問題と友近の声のまま。）
ゲストコーナーや一部特別企画などは『秘密基地』を踏襲しつつ、TBSラジオとしては権利を保有していたものの長年放送していなかった競馬中継を復活させるなど、独自企画を行っている。また、番組開始時期にTBSグループの商業施設「赤坂サカス」が開業しTBS主催のイベントが行われるようになったことをきっかけに、伊集院時代にはなかった公開放送を定期的に行っている。
番組開始当初は関東ローカルでの放送だったが、2011年からは、TBSラジオが幹事を務めるJRNの一部系列局で同時ネットを実施している。2019年の4月改編からは、独立局のラジオ関西でも同時ネットを開始している。かつて、『ラ・ラ・ラ♪日ようび』（11:00 - 15:00）の一部分がネットされていたこともあったが、終了とともに一旦フェードアウトとなっていた。8年ぶりにネットワーク復活でもある。
2019年10月13日放送分（TBS基準）で放送回数600回を迎え、2021年9月12日放送分で放送回数700回を迎え、2023年8月27日放送分で放送回数800回を迎えた。

## 出演者
職業（肩書き）の無い人物は、出演時点でTBSアナウンサー。

### パーソナリティ
- 太田光・田中裕二（爆笑問題）

#### 代理パーソナリティ
田中が担当するコーナーや交通情報の進行については、代理パーソナリティではなくアシスタントが代行する。
- BOOMER（お笑いコンビ、2008年4月13日） - 番組開始決定前から予定されていた、東京ドームでの巨人ミニFM「Gfm」のゲスト解説とスケジュールが重なり、田中が番組を休んだため（田中は「サンデー競馬小僧」に事前収録およびレース後電話出演）。
- デンジャラス（お笑いコンビ、2012年11月18日） - 田中が入院したため（田中裕二 (お笑い芸人)#略歴を参照）。
- 安住紳一郎（2019年2月3日13時台）・X-GUN （同日14時台）・脳みそ夫（同日15時台[注釈 3]） - 太田がインフルエンザに罹患したため。安住は『安住紳一郎の日曜天国』に引き続いて出演（太田は番組冒頭に電話出演）[5]。
- 横山雄二（中国放送アナウンサー、2019年3月31日13時台・14時台「サンデー中継くん」まで） - 太田が前日の『ENGEIグランドスラム』（フジテレビ系）生出演中に転倒して側頭部を打ち、検査では異常はなかったものの大事を取って欠席したため[6]。中国放送（RCC、広島県）では本番組は通常時はネットしていないが、横山と太田はラジオを通じて親交があり、横山は本番組にたびたび出演している（爆笑問題カーボーイ#他局ローカル番組との関わり、平成ラヂオバラエティごぜん様さま#「太田光被害者の会」を参照）。なお、横山は、太田の転倒事故と関係なく前々日から自身の所用で上京していた[7]。

新型コロナウイルス感染症罹患による療養のため欠席した田中の代理
- 中山秀征（タレント、2020年8月30日） - 中山が同月24日収録（制作局では9月1日・8日放送）の『太田上田』（中京テレビ）にゲストとして出演した際、太田が中山にラジオへのゲスト出演を打診していたことがきっかけになっている[9]。
- 古舘伊知郎（フリーアナウンサー、2020年9月6日13時台 - 15時台「あなたとやりとり ドミンゴドミンゴ」まで）・渡辺正行（お笑いタレント、同日15時台「ちょっと一服」・16時台）- 古舘・渡辺は爆笑問題と古くから関わりがあり、2人とも「ここは赤坂応接間」や特別企画に出演した経験がある。
- 石井亮次（フリーアナウンサー、2020年9月13日） - CBCテレビ在籍時に「ここは赤坂応接間」のゲストおよび代理アシスタントとして出演経験がある。

脳梗塞発症による療養のため欠席した田中の代理
- 2021年1月24日は代役を立てず、太田と良原のみで放送した（当日は14時からの短縮放送）。
- 玉袋筋太郎（浅草キッド、2021年1月31日13時台） - 当日のアシスタントの外山とは『金曜たまむすび』で共演している[12]。なお、玉袋は田中が休演していた2020年9月13日にも特別企画（#その他参照）のゲストとして出演していた。
- 木梨憲武（とんねるず、2021年2月7日、13時台） - 太田がかねてからラジオ出演に誘っていたことがきっかけになっている[13]。
- 伊集院光（お笑いタレント、2021年2月14日） - 前述した通り同時間帯の前任パーソナリティ。4時間通しで出演した[14]。

### アシスタント

#### 現在
- 山本恵里伽（第1 - 4週担当、2022年4月3日 - ）
- 外山惠理（第5週担当[注釈 4]、2010年11月7日 - ）

#### アシスタントの変遷
太字はTBSアナウンサー
| 期間                   | 第1日曜日              | 第2日曜日              | 第3日曜日              | 第4日曜日              | 第5日曜日              |
| ---------------------- | ---------------------- | ---------------------- | ---------------------- | ---------------------- | ---------------------- |
| 2008.4.6 - 2010.4.4    | 友近（お笑いタレント） | 友近（お笑いタレント） | 友近（お笑いタレント） | 友近（お笑いタレント） | 友近（お笑いタレント） |
| 2010.4.11 - 2010.9.26  | 吉川美代子             | 江藤愛                 | 外山惠理               | 竹内香苗               | 田中みな実             |
| 2010.10.3 - 2010.10.31 | 江藤愛                 | 江藤愛                 | 江藤愛                 | 竹内香苗               | 竹内香苗               |
| 2010.11.7 - 2012.9.30  | 江藤愛                 | 江藤愛                 | 竹内香苗               | 竹内香苗               | 外山惠理               |
| 2012.10.7 - 2020.3.29  | 江藤愛                 | 江藤愛                 | 江藤愛                 | 江藤愛                 | 外山惠理               |
| 2020.4.5 - 2022.3.27   | 良原安美               | 良原安美               | 良原安美               | 良原安美               | 外山惠理               |
| 2022.4.3 - 現在        | 山本恵里伽             | 山本恵里伽             | 山本恵里伽             | 山本恵里伽             | 外山惠理               |

#### 代理アシスタント
- クワバタオハラ（お笑いコンビ、2008年5月18日・6月15日・6月22日） - いずれも番組出演決定前に予定されていたイベント出演のため欠席した友近の代理。
- X-GUN（お笑いコンビ、2009年2月15日） - 14時台「ちょっと一服」から「サンデー競馬小僧」まで出演。R-1ぐらんぷりサバイバルステージ出場のため早退した友近の代理。
- 井森美幸（歌手、2010年2月21日） - 14時台から出演。R-1ぐらんぷりサバイバルステージ出場のため早退した友近の代理。
- 佐々木瞳（当時ラジオ福島アナウンサー、2011年8月28日）- #公開放送を参照
- 山形純菜（2018年10月7日） -  夏季休暇中の江藤の代理。
- 石井亮次（当時CBCテレビアナウンサー、2019年4月28日13時台・14時台） - 江藤が春休みを取ったため、外山とともに「Wアナウンサー体制」として出演。「サンデー中継くん」では中継リポーターを務めた。石井が司会を務めるCBCテレビ『ゴゴスマ -GO GO!Smile!-』で翌29日から5月6日まで特別企画「ゆく平成 くる令和 石井×爆笑問題スペシャル対談」が放送されていたため宣伝を兼ねて出演した。
- 良原安美（2019年7月28日） - 夏季休暇中の江藤の代理。
- 外山惠理（2021年8月8日） - 良原の代理[15]。

### 「ラジオサンデージャポン」解説者
「ラジオサンデージャポン」→「ラジオサンデージャポンNEXT」→「ラジオサンデージャポンPLUS」の解説者として中村または柴田のどちらかが不定期交替で出演。2017年10月以降は「TBSニュース」のキャスターも担当している。
- 中村尚登（TBSラジオニュースデスク、2008年4月13日 - ）
- 柴田秀一（日本大学教授、TBSラジオニュースデスク、2008年5月4日 - ）

過去の出演者
- 内山研二（当時TBSラジオニュースデスク、2008年5月11日以降、2008年のみ出演[注釈 10]）
- 武田一顯（当時TBSラジオ国会担当記者、2009年9月6日 - 2017年8月6日、2011年5月22日のみ単独出演）
  - 武田は国会や中国（JNN北京支局特派員を務めていた経歴から中国事情にも精通していたため）のニュースで大きな動きがあると中村または柴田とともに出演していた。
  - 2010年6月27日は、柴田とともに「超豪華」（#その他を参照）なコメンテーターとしてやくみつるが出演した。
  - 2011年8月28日は、当時RFCアナウンサー・大和田新が出演した（#公開放送を参照）。

### 「週末版TBSラジオショッピング」キャスター
- 田中ひとみ（TBSラジオキャスター、2017年7月2日 - 2023年9月24日）

過去のキャスター
レギュラーのキャスターはすべて出演当時TBS954情報キャスター（2015年12月13日以降は「TBSラジオキャスター」）。
- 中村愛美[注釈 11]（レギュラーとしては2010年1月3日 - 同年12月26日）
- 川村美保[注釈 12]（レギュラーとしては2011年1月2日 - 2013年3月31日）
- 小西杏奈（2013年4月14日 - 同年9月22日、阿部と週替わりで出演）
- 阿部文音（2013年4月7日 - 2017年6月25日、2013年9月までは小西と週替わりで出演）
  - 2009年10月11日から同年12月27日までは「オーディション」の扱いで、中村・いとうあさこ・古森章斗・一双麻希が週替わりで出演した。
  - 2010年11月7日から同年12月26日までは中村のアシスタントとして、当時TBS954情報キャスターの川村・岡島知世・大澤瞳が週替わりで出演した。

### プレゼンター
「27人の証言」の「調査員」、「サンデーマナブくん」の「担当芸人」、「サンデー芸人ランキング」の「ナビ芸ター」として出演。
出演が多いプレゼンター
- X-GUN（お笑いコンビ）
- BOOMER（お笑いコンビ）
- インスタントジョンソン（お笑いトリオ）
- 島田秀平（お笑いタレント）
- ハマカーン（お笑いコンビ）

### 気象予報士
レギュラー・ピンチヒッターともにウェザーマップ所属。
- 江花純（2008年4月6日 - 2010年3月28日）
- 大野治夫（2010年4月4日 - 2014年3月30日）
- 佐々木聡美（2014年4月6日 - 2023年3月26日）
- 小林雅美（2023年4月2日 - ）

2008年11月23日は江花が休暇中だったため、海老原美代子が担当、2009年2月1日の放送は江花が病欠のため、ピンチヒッターとして大野が担当した。
また2010年8月8日は大野が休暇中だったため、山岸朋美がピンチヒッターを務めた。
2017年1月29日は佐々木の結婚式だったため、日曜午前中の番組を担当している長谷部愛がピンチヒッターを務めた。

### フロート番組担当
2021年4月4日より本番組枠内で内容・出演者が独立したフロート番組が始まっている。すべて事前収録での出演。
- 中嶋常幸（プロゴルファー）-「中嶋常幸のティーグラウンドへようこそ!」
- 大槻りこ（ラジオパーソナリティ）-「中嶋常幸のティーグラウンドへようこそ!」

過去の出演者
- サヘル・ローズ（タレント）-「千代田絨毯presents サヘルの小部屋 ペルシャを語ろう!」（コーナー終了により降板）

### ナレーター
- 長峰由紀 -「27人の証言」、「ここは赤坂応接間」冒頭部分。
- 吉川美代子 -「今カレー」冒頭部分（向田邦子のエッセイ「昔カレー」の朗読）。
- 升田尚宏 -「ラジオサンデージャポン」のみ（ - 2010年4月4日[注釈 13]）。「JRN全日本ラジオ新番組選手権」のブロック別放送局簡潔紹介も担当していた。
- 太田真一郎（声優）-「ラジオサンデージャポン」のみ。
- 谷口智子（フリーアナウンサー）- 特別企画「サンデー・カラオケベスト100」「おらの音楽」など。

ほか

### ニュースキャスター
14時台と16時台の「TBSニュース」を担当。（2017年9月まで、同年10月からは中村尚登または柴田秀一が担当）
過去の出演者
- 柳沢怜（TBSラジオ情報キャスター）
- 楠葉絵美（TBSラジオ情報キャスター）
- 加藤奈央（TBSラジオ情報キャスター）
- 大澤瞳（TBS954情報キャスター）
- 小西杏奈（TBS954情報キャスター）
- 阿部真澄（TBSラジオ情報キャスター）
- 田岡咲香（TBSニュースバードキャスター）

ほか

### 「サンデー競馬小僧」実況担当
現在
- 小笠原亘 - 1996年旧東京放送に入社。当番組では2008年4月から担当。
- 小沢光葵 - 2021年TBSテレビ入社。当番組では2023年9月24日のG2産経賞オールカマーから担当。
- 清原正博 - 1988年旧東京放送に入社。当番組では2008年4月から担当。
- 熊崎風斗 - 2013年TBSテレビ入社。当番組では2017年9月24日のオールカマーから担当。
- 篠原梨菜‐　2019年TBSテレビ入社。当番組では2024年12月8日のGI阪神JFから担当。
- 宮澤隆 - 1975年旧東京放送に入社。当番組では2008年4月20日の皐月賞から担当。2012年定年退職後も引き続き出演。
- 渡部峻 - 2019年TBSテレビ入社。当番組では2025年1月26日のG2AJCCから担当。

過去
- 喜入友浩 - 2017年TBSテレビ入社。当番組では2020年3月のG2中山記念から担当。『news23』金曜キャスター・他曜日フィールドキャスターに転出のため退任。
- 藤森祥平 - 2001年旧東京放送に入社。当番組では2013年6月9日のG3エプソムカップから担当。JNNニューヨーク特派員に異動のため、2021年8月22日の札幌記念を最後に退任。

## コーナー
通常時のコーナー。ラジオショッピングとTBSニュースはネット局にもそのまま流れる。

### 13時台
オープニング（13時 - 13時25分頃）
オープニングでは、フリートーク、放送内容を説明する「メニュー紹介」（ネット局には放送されない15時以降の内容も紹介される）、プレゼントの紹介がある。
江藤以後の1週 - 4週の歴代アシスタントは挨拶の後に太田とのやり取りするお約束が必ずあり、江藤は（太田）「ゴマちゃん!」（江藤）「キュー!」、良原は（太田）「アミーゴ!」（良原）「あもーれ!」（2人）「マッタリーノ!」、山本は（太田）「エリカ様!」（山本）「〇〇が食べたい!」と変遷している。
300回記念（#その他を参照）の翌週2014年1月19日からは、フリートーク中に「ふつおた なー!!」（「なー」は長江健次 がフジテレビ系『欽ドン!良い子悪い子普通の子』で流行させたフレーズ。長江が演じたフツオと「ふつおた」をかけている）と題して、リスナーの感想や日常に関するメール・手紙を紹介している。
プレゼント紹介では、提供する会社の担当者、プレゼントの特産品があるJRN系列局のアナウンサーや業務担当者が出演することがある。2017年7月16日以降は毎月1回「若狭湾の日」と題した若狭湾観光連盟とのタイアップ企画で福井県若狭地方の特産品の紹介やプレゼントを行っている。
ラジオサンデージャポン → ラジオサンデージャポンNEXT → ラジオサンデージャポンPLUS（13時30分頃 - 13時45分頃）
ニュースコーナー。番組開始から2014年3月30日までは、本番組の前に爆笑問題が生出演しているTBSテレビ『サンデージャポン』で取り上げられたニュースを中心に、コーナー前半は過去1週間の主なニュース、後半は「日曜サンデー的今週のワイドショー講習」（『サンデージャポン』の「今週のサンジャポ的ワイドショー講習」に当たる）として芸能・スポーツなどのニュースを取り上げていた。
2014年4月6日に「-NEXT」に改題。次の1週間で予定されている出来事を中心に解説・コメントするコーナーになっていた。2017年4月2日に「-PLUS」に改題してからは、過去1週間のニュース（『サンデージャポン』で取り上げたかどうかに関係なくその週の主要なニュース）についての解説・コメントを中心に、次の1週間についてはコーナー終了間際にヘッドライン形式で取り上げるのみになっている。
「TBSラジオ環境キャンペーン」や「TBSラジオヘルスケアキャンペーン」の週に当たる場合は、後半は環境問題や健康関連のニュースを取り上げることがあった。また、2021年2月7日に田中の代役として木梨憲武が出演した際には「ラジオサンデージャポン スポーツ王は俺だ!」（テレビ朝日系『夢対決!とんねるずのスポーツ王は俺だ!スペシャル』のパロディ）と題して、スポーツニュースのみを取り上げた。
なお、コーナーのオープニングの音楽は本家『サンデージャポン』の開始当初（2011年4月のリニューアル以前）のオープニング曲を使用している。
ショップチャンネルラジオショッピング（13時40分頃）
ショップチャンネル提供のラジオショッピング。2024年10月6日から開始。爆笑問題とショップチャンネルのキャスト（司会者）が出演。商品紹介に入る前に、当日の担当キャストの紹介を兼ねてフリートークを展開する「ショップチャンネル キャストカタログ」と題したミニコーナーも行う。

### 14時台
ここは赤坂応接間（14時 - 14時45分頃）
毎回ゲストを招いてさまざまな事柄について聞くトークコーナー。「赤坂」はTBS放送センターの所在地・東京都港区赤坂のこと。冒頭、ブラームスのヴァイオリン協奏曲の第3楽章をBGMに長峰由紀によるコーナー説明のナレーションが入る。
開始当初は普通に質問を受け付けていたが、2008年秋からゲストの名前もしくは愛称や本人を示すフレーズの文字から一文字を取って、それを頭文字にした質問を投稿する形式になっている（「あいうえお質問」と称している）。
同コーナーも通常は生放送であるが、吉永小百合（2010年1月24日）や内田裕也（2011年4月3日）、松本隆（2016年8月28日）が出演した回はゲストの都合により当コーナーのみ事前収録したものを放送した。
ゲストプロフィールについて、2010年4月4日までは友近が黒柳徹子のモノマネをしながら紹介していた。翌週4月11日以降、ゲストの好きな曲（ゲストがミュージシャンの場合は本人が制作に関わっていない曲に限る）をBGMとして流しながらその週のアシスタントが紹介する形式に変更になった。
2020年3月29日まで16時台の放送だったが、翌週4月5日から「サンデーマナブくん」と入れ替えて14時台に移行している。ただし、特別企画の都合で元の16時台で放送する日もある。
2020年10月4日からはコーナー終了後のCM前に次週のゲストの告知を挿入するようになった。
ヤクルトpresents 1日1本 ちょースッキリ評議会（14時45分頃 - 14時50分頃）
2015年4月5日開始。ヤクルト提供のコーナー。「腸内をスッキリ」改善する特定保健用食品の「Newヤクルト」にちなんで、リスナーから募集した「スッキリした話」もしくは「スッキリさせたい話」を紹介し、「スッキリ評議会会長」の田中がどのくらい「スッキリ」した話であったか（「スッキリさせたい話」の場合は、出演者が解決案を出してどれだけ「スッキリ」させられるか）の「スッキリ度」を10点満点で評価する。採用されたリスナーには評価に関係なくヤクルト製品の詰め合わせが贈られ、「スッキリ度」8点以上の場合は出演者（通常は3人だが、『珍プレー好プレー大賞』の週は外山を含むレギュラーメンバー全員が参加）が「Newヤクルト」を飲めることになっている。

### 15時台
ここからはTBSラジオのみのローカル放送となる（2013年2月まで、中央競馬のGI競走が関東地区の競馬場で開催された時の『サンデー競馬小僧』を除く）。
あなたとやりとり ドミンゴドミンゴ（ネタ投稿企画期、15時 - 15時10分頃）
2016年4月3日から2021年3月28日まで。休止期間を挟んで、2022年10月2日から再開。「ごちそうサンデー」を引き継いで始まったネタ投稿企画。
「ドミンゴドミンゴ」はポルトガル語で「日曜サンデー」の直訳で、「ドミンゴ」の頭文字の部分は「ごちそうサンデー」から引き続き「出演」している「ドドくん」ともかかっている。
2016年10月以降、都々逸を行っている。リスナーから週替わりのお題で募集した都々逸を太田が紹介し、出演者（通常は3人だが、『珍プレー好プレー大賞』の週は「1日1本 ちょースッキリ評議会」と同様に外山を含むレギュラーメンバー全員が参加する。また、太田と「ドドくん」は別人としてそれぞれ票を入れる）が気に入った作品を選び、多数決で選ばれた作品を「ドドくん」が詠う。開始時の2016年4 - 9月は「なぞかけ」を行っていた。
「ごちそうサンデー」は江崎グリコの一社提供コーナーで、江崎グリコがスポンサーを降りたことにより始まったコーナーであったが、2016年8月から2017年1月までなど、期間限定で江崎グリコ提供のコーナー（CMはカレールー「プレミアム熟カレー」のみ）となることがあり、その間は「江崎グリコpresents」を冠している。
2018年3月から同年5月までは、同じ食品メーカーのエースコックがスポンサーについていた。
江崎グリコ提供の期間中はテーマを限定することがある。2016年度は投稿は必ず出題時に設定される「必須ワード」を織り込むとともに、「カレーを意識した」（「カレー」を織り込むか、直接的な単語がなくてもカレーを連想させる）内容にすることが条件になっていた。2017年度以降は都々逸の「お題」を「カレー」やカレーに関連するもの（「スプーン」「福神漬け」など）に設定している。なお、エースコックの提供時はテーマの限定はしていなかった。
番組が特別企画を放送している場合でも原則として通常のコーナー企画を行うが、「グリコ プレミアム熟カレー販売対決!」の放送当日は対決中継、前週は事前企画を行っていた。
2021年4月の「サヘルの小部屋 ペルシャを語ろう!」開始による時間短縮とともにネタ投稿企画は一旦終了。コーナータイトルと「ドドくん」の出演のみ継続していたが、コーナー終了により2022年10月2日から元の編成に戻った。
サンデー芸人ランキング（15時10分頃 - 15時30分頃・15時50分頃 - 15時55分頃）
2014年3月2日開始。ヒットチャートや商品の売れ筋、あるいは独自に作成したオリジナルランキングなど、いろいろなジャンルのテーマによるランキングを芸人のプレゼンター（「ナビ芸ター」）が紹介する。期間限定企画「19初4」や特別企画「ザ・トップ4」（#ランキング企画を参照）の好評を受けて始めたとしている。
2016年から2019年まで、『天皇盃全国男子駅伝』の中継で15:15-17:00の短縮放送となった際に16時台の「ここは赤坂応接間」を休止し、拡大版として「期待の芸人! これかランキング」と題した複数組の若手芸人によるランキングのプレゼン企画を行っていた。
田中裕二のサンデー競馬小僧（15時30分頃 - 15時50分頃）
バラエティー競馬コーナー。爆笑問題とアシスタントがその日の中央競馬のメインレースを一点買いで予想する。その後、予想したメインレースの実況中継を放送。レース結果と配当を伝える。3人の予想馬券を実際に番組プロデューサーが電話投票で1,000円ずつ買い、予想が的中するかを見る。
TBSラジオでの競馬中継放送は、1970年代に大川慶次郎が担当した『きょうの競馬から』が打ち切られて以来無かった。特に前番組の『日曜大将軍』→『日曜日の秘密基地』では、パーソナリティの伊集院光が競馬に全く興味を示さなかったこともあり話題にすらならなかった。それに対し田中は東京スポーツで予想コラムを持つなど競馬に造詣が深かったため、TBSラジオは約30年ぶりに競馬中継の放送を復活することになった。
2008年7月27日からは、事前に応募したリスナーの挑戦者が電話参加で誰の予想に乗るかを選び、配当分がプレゼントされる企画（2014年3月30日までは「サンデー競馬小僧 うまのり」と題していた）が始まる。挑戦者に賞金が発生しない場合は馬券にサインをしてプレゼントする。2013年は、挑戦者が条件（初回の「今年成人式を迎える人もしくは身の回りに成人式を迎える人がいる」のように多くの人に当てはまるようなこと）に合っている場合に賞金が2倍になる「ラッキー企画」を月1回程度行っていたが、2014年は条件に関係なくスペシャルウィークなどで2倍にすることがあった。
予想が的中しても挑戦者が当てられなかった場合はキャリーオーバーとなり、次の挑戦者の賞金に予想者ごとに加算している。2014年3月までは当たるまで加算していたが、同年4月以降、キャリーオーバー分を特別企画のプレゼントの賞品費用として使用するようになった。
「田中の予想」は馬連、「太田の予想」は単勝、アシスタントの予想は複勝で予想する。
代理パーソナリティ・アシスタントも予想に参加する（タイトルには田中の名が入っているが、本人が不在でもコーナー自体は中止せずにタイトルから田中の名を外した上で実施している）。また、「ここは赤坂応接間」のゲストが大橋巨泉 や萩本欽一のように競馬に詳しい人物の場合は当人が予想に参加することがある。
2014年4月からは、「サンデー芸人ランキング」の「ナビ芸ター」が出演している（「サンデー芸人ランキング」が特別企画で休止の場合は、特別企画のプレゼンターやリポーターが出演する）。当初は「芸人ヒント制度」として3人の予想についてコメントするのみであったが、同年7月20日からは「ナビ芸ター」も予想を行っている。投票法は「ナビ芸ター」自身が決める。
実況や中継レポートはTBSテレビのスポーツアナウンサー5人に、『サンジャポ』兼任の篠原梨菜、そしてOBの宮澤隆を加えた7人が週替わりで担当（前述）。ファンファーレまでとレース終了後はスタジオとやり取りしながらレポートする。熊崎風斗が担当した2022年10月30日放送の第166回天皇賞・秋（東京競馬場から中継、勝馬イクイノックス）の実況は、2022年度のアノンシスト賞（JNN・JRN加盟局の優秀なアナウンサーを年に1回表彰する制度）でラジオ・スポーツ実況部門の最優秀賞に選ばれた。また、2024年12月8日のGI第76回阪神ジュベナイルフィリーズより、篠原が実況として年に数回登場するようになった。
2008年4月13日の桜花賞はABCラジオの実況中継をネットしたが、それ以外のレースはすべて自社制作で行なっている。また、2013年2月までは関東地区のGIレースの実況はABCラジオにネットされていた。

### 16時台
サンデーマナブくん（16時 - 16時40分頃）
2013年10月6日開始。「27人の証言」（#過去のコーナーを参照）の後継コーナー。現在話題になっている、ある事象・モノ・人をテーマに、あらゆる情報を調べて紹介する。2013年12月までは「27人の証言」同様、芸人が「担当芸人」（プレゼンター）として出演していた（出演しない回もあった。2014年1月以降は「担当芸人」としては出演していない）。また、専門家のゲストが出演している。
2014年4月6日以降、新たにネット局（後述）が加わる際には、中継を結んでネット局のアナウンサーやパーソナリティが出演し、その局の放送エリアである県の特集をすることが恒例になっている。
前述のとおり、2020年4月5日から「ここは赤坂応接間」との入れ替えで16時台に移行している。
サンデー中継くん（16時 - 16時40分頃）
2018年4月8日開始。「サンデーマナブくんの新展開」として始まった。街角やイベント会場で生中継のインタビューを行い、悩みを聞いて答えるコーナー。同年3月4日に放送した太田がリスナーの悩みに答える特別企画「お嬢さん、どうしました? 太田が悩みを聞きますスペシャル!」の反響を受けて始めたとしている。リポーターの発掘を兼ねるとして、芸人（複数回出演の浜ロン、お宮の松ら）以外に、タレント（初回の鈴木あきえ、複数回出演のアレク、穂川果音ら）、グラビアアイドル（同年10月14日の本郷杏奈）、TBSの新人アナウンサー（2019年1月6日の宇賀神メグ、同年3月31日の田村真子と良原安美、2020年1月5日の渡部峻、2024年12月1日の浦野芽良）などが出演する。
中継の合間には「ちょっと一服」のメッセージ紹介を行う。また、太田と田中が交替で選曲した曲をかけている。
「サンデーマナブくんの新展開」の扱いのため、本コーナーもしくは「-マナブくん」のどちらかの放送になる。新型コロナウイルス感染症対策で街頭インタビューなどの中継が取りやめになっているため、本コーナーは2020年3月1日を最後に長らく放送がなかったものの、2021年10月31日に時間移動後初めての中継が行われた。
中嶋常幸のティーグラウンドへようこそ!（16時40分頃 - 16時50分頃）
プロゴルファーの中嶋常幸とディスクジョッキーの大槻りこが出演するトークコーナー。2021年3月27日までは土曜17時30分からの独立番組だったが、同年4月4日から本番組内に移動している。詳細は当該項目を参照。
なお、本番組での放送初日には、「ここは赤坂応接間」のゲストとして中嶋が出演した。

### 各時報前
ちょっと一服
「休憩」と称して、リスナーからテーマを決めて募集したメール・FAXを紹介する「おたよりコーナー」。太田が提案したコーナーで、「ちょっと一服させてくれ」という理由から始まった。なお、初回のみ「コーヒーブレイク」と言うコーナー名でスイーツやドリンクを紹介。試食しながらリスナーからのメール・FAXを紹介していた。
14時台の当該コーナー終了時にネットを飛び降りる地域の放送局を読み上げている。和歌山放送（wbs）が読み上げられたところで、太田が「あでー!」と叫ぶのが通例。当初は田中の読み上げに割り込んでいたが、間合いが分かってきたころから、田中もwbsとラジオ関西（CRK）を読み上げる合間を空けるようになっているほか、太田が言わないと田中が読むこともある。さらに、2022年11月以降は山本が山陰放送（BSS）が読み上げられたところで「ばいば!」と叫ぶことも追加された。なお、その日の放送が休止となる局は読み上げから割愛される。ラジオ局の都合（2021年10月から翌年9月までのMBC）や特別番組、デーゲーム中継などで13時台のみで臨時飛び降りとなる局が発生した場合は13時台でも当該局を読み上げることがあるほか、RCCのように臨時ネットする局が発生した際も紹介される。

### 過去のコーナー
週末版TBSラジオショッピング（13時45分頃 - 13時53分頃）
2009年10月11日から2023年9月24日まで。ショッピングキャスターが出演し、爆笑問題とアシスタントに商品を紹介する形で進められるラジオショッピングコーナー。『プレシャスサンデー』 と同じ商品を取り扱い、受付も他番組の「TBSラジオショッピング」と共同である。
開始から同年12月27日まで、オーディションとして中村愛美を含む4人が週替わりで出演。商品の売上やリスナーからの評判が良かったキャスターを2010年1月以降のレギュラーにするとした。2010年1月3日の放送で優勝者が発表され、中村がレギュラーとなった。
2010年11月7日に中村が出産のため同年12月で降板することを発表。当日から同年12月26日まで、中村の「助産婦」（アシスタント）として川村美保を含む3人が週替わりで出演した。2011年1月以降はオーディションを行わず、川村をはじめTBS954情報キャスター（→TBSラジオキャスター）が後任を務めていた。
27人の証言（14時 - 14時50分頃）
番組開始から2013年9月29日まで。毎回ある有名人 や場所・モノ・出来事にまつわるエピソードを週替わりの「調査員」のプレゼンによる証言やリスナーからの情報などから紹介した。
「27人」は、太田の好きな有吉佐和子の小説『悪女について』のストーリーになぞらえたもので、実際に27人分の証言を紹介するわけではない。ただし、2008年8月17日の拡大版「向田邦子」特集では、リスナーの投稿を含めて実際に27人分の証言を紹介した。
2009年4月5日の「高村光太郎」以降、コーナー後半に証言者がスタジオ出演することがあった。
コーナー冒頭では、内容にちなんだ田中をいじる冒頭文を太田が生朗読していた。また、長峰の事前収録によるナレーションでは、取り上げる人物などの紹介とともに、調査員をいじっていた。
2012年6月25日 には、番組初の書籍『爆笑問題の日曜サンデー 27人の証言』（TBSラジオ編、TBSサービス、ISBN 978-4904345313）が発売された。
今カレー（15時 - 15時10分頃）
2010年4月11日から2013年3月31日まで。江崎グリコ提供（CMは「2段熟カレー」のみ）のコーナー。当初はカレーをはじめとする食に関する思い出や情報を募集する企画だったが、のちにカレーをテーマにしたネタ投稿企画になっていた。
特別企画が放送されている場合は、通常の内容を変更して特別企画に合わせた内容になることがあった。
タイトルや当初の食べ物の思い出を振り返るという内容は、向田邦子のエッセイ「昔カレー」（『父の詫び状』収録）になぞらえていた。
「カレー川柳」以降、「川柳師匠」「大喜利教授」「演出家・カレ十郎」「自称演出家・ダレ十郎」（唐十郎のパロディ）といった専門家を自称するキャラクターに太田が思いつきで扮するようになった。
- 今カレー（2010年4月11日 - 同年9月5日）

リスナーから寄せられた食べ物（カレーに限らない）に関する思い出を紹介し、現在のその食べ物の状況を追跡していた。
- 読書の秋限定企画 秋の朗読シリーズ（2010年9月12日 - 2011年4月24日）

リスナーから寄せられた情報を基に、文学や漫画の作中でカレーが登場する場面を朗読した。江藤が漫画担当、竹内・外山が文学担当という設定だった。
実際には冬をまたいで春まで続いたが、企画終了まで「読書の秋限定」を通していた。
- 究極の2段熟カレーを作ろう! 2011年夏（2011年5月1日 - 同年7月31日）

「2段熟カレー」を使い、リスナーからの情報を基に材料を選んで、7月末を目標にカレーを作る企画を行った。最終回には、リスナー1組を抽選で招待して、実際に作ったカレーの試食を行った。
- カレー川柳 → 日曜サンデー的勝ち抜きカレー川柳!（2011年8月21日 - 2012年2月26日）

カレーをテーマにした川柳を募集していた。同年8月14日に実施した「第4回 グリコ2段熟カレー販売対決!」の際に「ちょっと一服」で募集したメール・FAXテーマ「カレー川柳」をレギュラー化した。
当初は寄せられた川柳を紹介するのみだったが、同年9月4日からは優秀作を「ベストカレー川柳」として選出していた。
なお、タイトルの「勝ち抜き」は、TBSラジオ『荒川強啓 デイ・キャッチ!』のコーナー「デイキャッチ・勝ち抜き時事川柳」のパロディ。ただし、本家と違い、回ごとの優秀作を決めるものの次回には持ち越さなかった。
- 日曜サンデー 大喜利カレー（2012年3月25日 - 同年9月2日）

カレーをはじめ食べ物をテーマにした大喜利。「お題」に対して寄せられた答えを翌週に紹介し、優秀作を選出していた。
- グリコ日曜劇場 1分間のカレー物語（2012年9月30日 - 2013年2月24日）

月替わりでタイトル（「渡る世間はカレーばかり」「カレえもん」のような実在するドラマなどのパロディ）と「最後の言葉」を設定し、それに沿った約1分で読める脚本を募集。太田とアシスタントが演じるラジオドラマにした。
ごちそうサンデー（15時 - 15時10分頃）
2013年4月7日から2016年3月27日まで。江崎グリコ提供で、「今カレー」を改題し内容を引き継いだコーナー。食べ物にまつわるネタ投稿企画を行っていた。
開始から2015年3月まで、CMはカレールー「2段熟カレー」とラクトアイス「カロリーコントロールアイス」の週替わりで、投稿テーマもCMに合わせ「カレー」と「アイス」の週替わりだった。同年4月5日以降、CMはカレールー（当初は「2段熟カレー」、2015年7月19日から期間限定で「カレーZEPPIN」、同年8月23日以降は「プレミアム熟カレー」）のみになり、投稿テーマも「カレー」に限定されていた。
「あなたとやりとり ドミンゴドミンゴ」同様、特別企画を放送している場合でも原則として通常のコーナー企画を行い、「グリコ プレミアム熟カレー販売対決!」の放送当日は対決中継、前週は事前企画を行っていた。
「今カレー」同様、太田は専門家を自称するキャラクター「大喜利教授」または「ドドくん」に扮していた。
江崎グリコが番組提供から外れることになり終了。「あなたとやりとり ドミンゴドミンゴ」が始まることになった。
- ごちそう大喜利（2013年4月7日以降、毎年4月 - 9月）

「今カレー」の「日曜サンデー 大喜利カレー」同様、食べ物をテーマにした大喜利。「お題」に対して寄せられた答えを翌週に紹介し、優秀作を選出する。
開始時のタイトルは「大喜利 season2」（「日曜サンデー 大喜利カレー」を「season1」としている）。2014年から「ごちそう大喜利 season n」になっていた。
- ごちそう都々逸（2013年10月6日以降、毎年10月 - 翌年3月）

週替りの決められた言葉を織り込み、食べ物をテーマにした、7・7・7・5のリズムの都々逸を募集。優秀作を「ドドくん」が歌った。
第2期（2014年度）以降、「ごちそう都々逸 season乙」「-season丙」とシーズンを十干で表していた。
あなたとやりとり ドミンゴドミンゴ「あつまれ!ドドぶつの森」（15時 - 15時3分頃）
2021年4月4日から2022年3月27日まで。タイトルはゲームソフト『あつまれ どうぶつの森』のパロディ。リスナーから募集もしくは番組がピックアップした動物に関する話題3つをピックアップし項目のみを紹介。「ドドくん」が1つを選び、その話題のみをニュース風に紹介する。
2021年6月20日に特別企画「どどぶつの森スペシャル!」を行ってから、リスナーからペットの鳴き声を募集するようになった。
2022年2月6日から終了まで埼玉県こども動物自然公園がスポンサーについてからは同公園が飼育する動物を取り上げるようになった。なお、同年3月20日には「ここは赤坂応接間」のゲストとして同公園の園長が出演した。
コーナーとしては前身の「あなたとやりとり ドミンゴドミンゴ」を引き継ぐが、後述の「サヘルの小部屋 ペルシャを語ろう!」の開始にともない、時間を大幅に短縮し内容が変更されている（#過去のコーナーを参照）。
あなたとやりとり ドミンゴドミンゴ「ドドくんのさんすう」（15時 - 15時3分頃）
2022年4月3日開始。算数（風のなぞなぞ）の問題を出題し、太田扮する「ドドくん」（「ごちそうサンデー」以降「出演」している都々逸の歌い手で、「ゆるキャラ」「鹿」を自称するキャラクター）と田中が解答する。2022年4月17日以降放送なく自然消滅。
JahaN presents サヘルの小部屋 ペルシャを語ろう!（15時3分頃 - 15時10分頃）
2021年4月4日から2022年9月25日まで。ペルシャ絨毯など輸入絨毯の専門店である千代田絨毯がスポンサーのコーナー。当初は社名をそのまま冠していたが、2022年4月3日から同社のショールーム名義に変更している。イラン出身のサヘル・ローズがペルシャの魅力を語る。サヘルのみが出演する。
なお、サヘルは本コーナー開始当日に本番組のオープニングに生出演した。
サンデー・カラオケベスト10（15時10頃 - 15時30分頃）
第一興商の協力で、毎回様々なテーマにより通信カラオケDAMで歌われた曲の集計 をトップテン形式で発表した。
「ここは赤坂応接間」のゲスト歌手や音楽プロデューサーなどミュージシャンの場合は、同コーナーと時間を入れ替えてそのゲストにまつわる曲をテーマにすることがあった。また、テーマによっては当コーナー限定でゲストが出演することもあった。
2009年7月26日に採用されたリスナーの投稿をきっかけに、リスナーによる「8位予想」が恒例となっていた。
2010年3月28日まではコーナー冒頭にその回のテーマに則ったスナックコント（友近がママ、太田が客を演じた）があった。ゲストが参加することもあった。
通常はタイトルどおり10位から1位までのランキングだが、「松田聖子の曲」（2011年10月16日・同年10月23日）、「Mr.Childrenの曲」（2012年2月19日・同年2月26日）、「小泉今日子の曲」（2012年3月18日）などでは、20位から1位のランキングを発表した。
レギュラーコーナーとしては2014年1月26日に終了したが、「サンデー芸人ランキング」や「グリコ プレミアム熟カレー販売対決!」の中継の合間の企画で同様のカラオケランキングを取り上げることがある。
番組初の裏送りのみとなった2017年1月1日には、事前収録した「ニューイヤーカラオケ駅伝! アーティスト別カラオケベスト5」（TBSラジオで同時間帯に放送された『ヤマザキ新春スポーツスペシャル ニューイヤー駅伝2017』のパロディ）を放送した。
太田図書館!ブックリレー（15時10頃 - 15時30分頃、不定期）
リスナーに贈った太田のお気に入りの小説が、現在どのように読み継がれているかを追跡するコーナー。2010年5月2日開始。
作品は『銀河鉄道の夜』『タイタンの妖女』『赤毛のアン』の3作。それぞれ5冊ずつ、計15冊の本が志願リスナー15人のもとに贈られ、本を受け取り読み終えたリスナーは、その本に記載されている当コーナー専用のメールアドレスに、作品の感想などを添えて番組あてにメールを送り、その本を友人や知人に渡していく。受け取った友人や知人も同様にメールを送り、さらにその友人や知人にその本を渡していく。
本コーナーが行われる場合は、「サンデー・カラオケベスト10」は休止になった。
同年9月5日を最後に放送されていない。
19初4（15時10頃 - 15時30分頃、2014年2月2日 - 同月16日）
タイトルは村上春樹の小説『1Q84』のパロディで、ズーズー弁風に「いぢきゅうはづよん」と読む。
太田と田中が日本大学芸術学部の入学試験で初めて会った1984年2月から30年経ったのを記念して行われた期間限定企画。1984年のヒット曲やベストセラーなどのランキングから当時を振り返った。
調査員としてインスタントジョンソン・デンジャラス・BOOMERが出演した。冒頭では、太田と田中役の江藤による、当時の爆笑問題を振り返る再現コントがあった。
「サンデー・カラオケベスト10」に代わって放送されていた企画であった。2月9日と同月16日は大雪により競馬が中止となったため、「サンデー競馬小僧」の時間まで拡大された。
都民ニュース（16時45分頃 - 16時50分頃）
東京都提供の広報番組で、アシスタントのみ出演。2017年4月2日より日曜分の放送が『プレシャスサンデー』から本番組内に移動している。
知事小池百合子施政下の都庁の財政見直しのため2021年（令和3年）3月28日をもって土日の放送が取りやめられ、以後は平日のみの放送となっている。

## 主な特別企画
本番組では主にゴールデンウィーク、夏休み、年末年始期間中に特別企画を実施している。2018年10月までは全局体制で特別企画を行う「スペシャルウィーク」（隔月偶数月の聴取率調査週間）にも行っていたが、同年12月以降はTBSラジオが「スペシャルウィーク」の特別企画を取りやめているため、該当する週でも定例の「全日本ラジオ新番組選手権」「TBSラジオ珍プレー好プレー大賞」以外の特別企画は行われていない。

### 全日本ラジオ新番組選手権
毎年4月の聴取率調査週間に開催。JRN系列局（本番組のネットの有無に関係なく全局が対象）および本番組をネットする独立局のラジオ関西の新番組からノミネートされた番組を初回放送の音源とともに紹介し、リスナー投票により優勝を決定する。優勝決定後に優勝番組のパーソナリティが電話出演することが恒例になっている。優勝番組に賞品や賞金などの特典はないが、本番組から表彰状が贈られ、優勝しなかったその他の参加番組にも感謝状が贈呈される。TBSラジオの番組はパーソナリティのコメント紹介のみでノミネートはないが、2011年から2016年までは新番組のパーソナリティが16時台（2015年は前週の事前企画、2016年は「ここは赤坂応接間」）のゲストとして出演していた。
エントリー順はあらかじめ設定されているが、ブロック別ではなくなった2011年以降、電子ルーレット風の効果音を流しランダムに当っているように装っており、その設定に乗る田中以外の出演者に田中がツッコむことが恒例になっている。

### TBSラジオ珍プレー好プレー大賞
前番組『伊集院光 日曜日の秘密基地』で、毎年12月に放送されていた企画「TBSラジオ珍プレー好プレー大賞」を伊集院光の承諾を得て、本番組が引継ぎ放送することになり、2008年以降は本番組内で、同企画を毎年12月の聴取率調査週間に放送している。

### グリコ プレミアム熟カレー販売対決!
2組の芸能人が出演し、14時頃からの約1時間、それぞれ別店舗のスーパーマーケットの特設売場で江崎グリコのカレールーを販売し、その個数を競う企画。各売場ではリポーター（第1回から第8回まではTBS954情報キャスター、第9回からはTBSアナウンサー）が応援を兼ねながら随時リポートする。
第1回から第8回までは「2段熟カレー」を販売していたため「グリコ 2段熟カレー販売対決!」としていたが、「2段熟カレー」が後継商品「プレミアム熟カレー」に切り替わったため、第9回から改題している。
元々は本番組を放送していないABCラジオが、江崎グリコ提供のコーナーを持つ『桑原征平粋も甘いも』の出演者と他番組の代表者（またはよしもとクリエイティブエージェンシー・松竹芸能所属のお笑い芸人）によるチーム対決企画として2005年から年に1回開催（別途詳述）。かつては、『サンデーみか 〜Mika's MUSIC MUSEUM〜』（CBCラジオ）や『ウイークエンドバラエティ 日高晤郎ショー』（STVラジオ）でも、同じフォーマットで対決を実施していた。
「カレー販売対決」に類似する企画として、2018年4月1日には「エースコックプレゼンツ サラダフォー アレンジバトル」と題して、エースコックのインスタントフォー「Pho・ccori気分」の「鶏だしフォー」「海鮮フォー」それぞれのアレンジレシピを太田と田中が考案。ステージでのプレゼンや試食会を行い、どちらのアレンジが良いかを販売数で対決する企画をイオンモール与野で実施。ハマカーン、ギャル曽根、かぎしっぽ、サツマカワRPG、できたくん（当時はハッポゥくん）、TBSアナウンサー（当時）・伊東楓が出演した。この対戦では304対349で田中の「海鮮フォー」が勝利した。

### どこよりも早く今年の出来事を斬る!
2009年10月25日は「ラジオサンデージャポン2009秋」、2010年10月24日は「爆笑問題と伊集院光がどこよりも早く今年の出来事を斬る!」と題して年内のニュースを振り返る企画を放送。両回ともゲストとして伊集院（2009年は前半のみ、2010年は全編）、解説者として柴田秀一が出演した。また、2009年は当時の自民党政調会長・石破茂も16時台のゲストとして出演した。
2011年は特別企画としては行わなかったが、同年12月25日に伊集院がゲスト出演した際（#その他を参照）、コーナー後半に年内のニュースを振り返った。

### 年末企画
2012年以降、1年の最終回は特別企画を行っている。ネットしている系列局のアナウンサー・ラジオカーリポーター・パーソナリティによるリポートと、インスタントジョンソンがリスナーにカップそば（2020年は東洋水産「マルちゃん 緑のたぬき」、2019年までは日清食品「どん兵衛」）を届ける企画「おつかれちゃ～んデリバリー」（「おつかれちゃ～ん」はインスタントジョンソンのギャグ）が恒例になっている。
- 2012年12月30日は「2012年もおつかれちゃ～んSP」を実施。「サンデー・カラオケベスト10」は拡大版として「日本レコード大賞受賞曲」をテーマにした「サンデーカラオケベスト20」を行った。
- 2013年12月29日は「ニッポン全国 おつかれちゃ〜んスペシャル」を実施。「カラオケベスト10」の拡大版「サンデーカラオケベスト50」では事前に募集した「歌自慢リスナー」による生カラオケも行い、ランキング1位で話題になり番組に出演したことのある[注釈 46] 演歌歌手・三山ひろしがゲストとして出演した。
- 2014年12月28日は、系列局中継は「列島! 美味しいモノ中継」と題して地元名物をテーマにしたグルメリポートを行った。ゲストに石塚英彦を迎えた。また、オープニングには、2014年にタイタン所属となり、爆笑問題の「後輩」となった辻仁成が出演した。
- 2015年12月27日と2016年12月25日は恒例の企画のほか、16時台に翌年のニュースを占う「ラジオサンデージャポンNEXT201x」を実施。解説に柴田秀一と武田一顯が出演した。
- 2018年と2019年は12月第4週に「号外からマナブ201x」と題して、その年に発行された「号外」（新聞社が発行した号外のほか、「号外級」のニュースを含む）を振り返る企画を実施している。ゲストとして2018年には毎日新聞情報編成総センター記者と古舘伊知郎、2019年にはTBSラジオ『森本毅郎・スタンバイ!』のコメンテーターを務める時事通信社解説委員・山田恵資と久米宏（「ここは赤坂応接間」のゲストとして。同コーナーでも「号外」を取り上げた）、プロ野球・東北楽天ゴールデンイーグルスの選手で爆笑問題・太田と同姓同名の太田光（#その他参照）が出演した。
  - 2020年12月13日は古舘をゲストに迎え「古舘伊知郎と2020年をフル返り」と題しニュースを振り返る企画を行った。この回でも楽天の太田が電話出演した。

### トーク企画
ここでは専門家や論客を招いたトーク企画について記述する。
- 2009年8月23日には、「ニッポンの赤坂の教養」（NHK総合『爆笑問題のニッポンの教養』のパロディ）と題して、武田一顯、ドラマ演出家・鴨下信一、作曲家・都倉俊一が出演した。
- 2010年2月21日には、「業界の鬼」と呼ばれる論客を招いた「鬼スペシャル」と題して、映画プロデューサー・日下部五朗、評論家・立花隆、芸能評論家・鬼澤慶一が出演した。
- 2010年8月29日には、「あれはボクでーす、ワタシでーすSP」と題して、歴史的な出来事に遭遇したり「みんなが知っているあれをやった」人物を取り上げる企画を実施。宇宙探査機「はやぶさ」を回収した宇宙科学研究所准教授・山田哲哉、松方弘樹が釣り上げた特大クロマグロを競り落とした築地市場の仲卸、爆笑問題が司会を務めていたNHK総合の演芸番組『笑いがいちばん』第1回放送の観覧者、第1次南極越冬隊員・作間敏夫、TBSラジオ交通情報キャスター・阿南京子、戦艦大和の乗組員・八杉康夫、石川遼のライバルだったゴルフインストラクターが出演した。
- 2013年2月24日には、「爆問トークスタジアム! あれってどうなってるの?」と題して、ダイオウイカの研究で話題になった海洋生物学者・窪寺恒己、カルビーのスナック菓子「ベジップス」の開発者、評論家・宮崎哲弥[注釈 47]、音楽プロデューサー・小室哲哉が出演した。
- 2013年6月16日には、「イケイケドンドン! 景気のいい話SP」と題して、ゆるキャラをまとめる「株式会社ゆるキャラ」の取締役、アメーバのゲームアプリ開発担当者と広報担当者、パナソニックの美容家電開発担当者、テレビアニメ『魔法少女まどか☆マギカ』の脚本などで知られるシナリオライター・虚淵玄がスタジオ生出演。また、同年5月にエベレスト最高齢登頂で話題になった登山家・三浦雄一郎が電話出演した。各パートの冒頭では、ウエストランドがゲストにちなんだ漫才を披露した。
- 2014年6月15日には、「ふしぎ現象 ワンダー・カップ（W杯）」（「ワンダー・カップ（W杯）」は、2014 FIFAワールドカップのパロディ。日本時間の同日午前にグループC・コートジボワールvs日本戦が開催された）と題し、超常現象やUMAなどの「ふしぎ現象」を特集。「ふしぎコンシェルジュ」（プレゼンター）として島田秀平、ゲストとしてスプーン曲げに詳しいメンタリスト・DaiGo、学研パブリッシングのオカルト雑誌『ムー』の編集長・三上丈晴、妖怪を生物学的に研究する東京理科大学理学部准教授・武村政春が出演した。
  - 2015年6月14日にも同様の「ふしぎ現象 ワンダー・カップ（W杯）」（2015 FIFA女子ワールドカップの開催期間中）を放送。島田、三上のほか、谷村新司、松尾貴史、明智光秀の末裔をゲストに迎えた。また、オープニングには当日の『サンデージャポン』のゲストであった田原俊彦が出演した。
  - 2016年6月19日には、「ふしぎ現象ワンダーカップ! 7つくらいのふしぎ最前線」と題して、ゲストとして、前年同様の島田、三上、田原のほか、他人の脳に入り込むとする「ブレインダイブ」を行うマジシャン・新子景視、東京スポーツのオカルト担当記者、オカルトを取り上げるニュースサイト『TOCANA』の編集長、「外来魚ハンター」として知られるライター・平坂寛、オカルトを語る芸人としてありがとう・ぁみとオオカミ少年・片岡正徳が出演した。
- 2016年2月21日には、「音声の世紀! 音で振り返る2000年代」（NHKスペシャル『映像の世紀』のパロディ）と題して、音声素材から2000年以降のニュースを振り返る企画を実施。武田一顯、芸能リポーター・井上公造、元プロ野球選手の野球解説者・高橋尚成、ビデオジャーナリスト・神保哲生が出演した。
- 2016年10月23日には、「趣味の名は。」（アニメ映画『君の名は。』のパロディ）と題して、著名人を招いて自身の趣味を語らせる企画を実施。卓球の福澤朗、裁縫の篠原ともえ、ボウリングの海保知里、NFLのカンニング竹山、多趣味で知られるみうらじゅんが出演した。
- 2018年10月21日には、「聴けば社長が見えてくる! 秋の社長まつり!!」と題して、社長が出演する企画を実施。オープニングではTBSラジオの社長が「開会宣言」。ゲストとして、精密機器のネジを開発・製造する町工場を経営する社長、ひたちなか海浜鉄道の社長、なんでんかんでんフーズの社長でタレントの川原ひろしが出演。「ここは赤坂応接間」には、加圧トレーニングジムの経営者としても知られるヒロミを迎えた。

### ランキング企画
- 2010年5月2日には、「ゴールデンウィーク特別企画! 僕の!私の!なんでもベスト3」と題して、リスナーから独断で決めた自由なテーマによるランキングを募集した。ゲストとして桂三度（当時は世界のナベアツ）が出演した。
- 2012年12月23日には、同月18日に田中が扁桃腺除去、太田が声帯ポリープ除去の手術をしたため、大事を取って前週16日の生放送直後に収録したものを録音放送。「週末版TBSラジオショッピング」「今カレー」「ここは赤坂応接間」以外のコーナーを休止し、「お願い!田中ランキング」（爆笑問題が出演するテレビ朝日系『お願い!ランキング』のパロディ）と題して、田中やリスナーが独断で決めた音楽や食べ物などあらゆる事柄についてのランキング紹介を放送。14時台のゲストに小島瑠璃子が出演した。
- 2014年2月23日には、TBSラジオ『残業支援系ランキングトークバラエティ ザ・トップ5』のパロディ企画「休日支援系ランキングトークバラエティ ザ・トップ4」を放送。『ザ・トップ5』同様の商品の売れ筋や出演者持ち込みなどのランキング「トップ4」のほか、リスナー投票の企画を行った。ゲストとして『ザ・トップ5』コメンテーターのジェーン・スーと高橋芳朗が出演。『ザ・トップ5』シーズン2（2012年度）のパーソナリティとして高橋と共演していた小林麻耶が「乱入」した。また、「爆笑問題VS久米宏2days」[28] と題して、「ここは赤坂応接間」には久米宏が出演。前日2月22日には『久米宏 ラジオなんですけど』に田中がゲスト出演した。
- 2017年2月26日には、「世代別 お願い!ランク共和国」（『お願い!ランキング』とTBSテレビ『ランク王国』のパロディ）と題して、番組サイトや同月11日に開催された「タイタンライブ」会場でのアンケートに基づく、食べ物や有名人、アニメソングなどについての各世代別の人気ランキング企画を放送。ゲストしてアンジャッシュ・児嶋一哉、元アイドリング!!!・菊地亜美、当時乃木坂46・生駒里奈、ランキングで取り上げた「こどもの遊び」についての解説役としてTBSアナウンサー・国山ハセンが出演した。

### 音楽企画
スペシャルウィーク廃止後はリクエスト企画のみ継続している。
TBSラジオオールスターズによるサザンオールスターズスペシャル
2008年8月31日に4時間通し開催。TBSラジオ主要パーソナリティの「自分とサザンオールスターズの名曲」についての事前に収録したオールリクエストコメントを放送した。桑田佳祐も16時台後半に登場（同年8月16日午前収録）し、「I AM YOUR SINGER」を紹介。エンディングのBGMは13時台冒頭に開会宣言をした当時のTBSラジオ社長・余田光隆とその娘のリクエスト「Moon Light Lover」だった。
おらの音楽
2009年8月30日放送。タイトルは『僕らの音楽』（フジテレビ系）のパロディ。リスナー・スタッフ・JRN系列ラジオ局からの情報を元に、地域おこしや名産のPRのために作られたローカルソングをノミネートし、リスナー投票により優勝曲を決定した。ゲストとしてローカルソングを多く作曲したキダ・タローが電話で出演した。なお、この時優勝した、静岡県沼津市にあるショッピングモールのPRソング「沼津みなと新鮮館」は、のちにTBSテレビ『あらびき団』などでも紹介された。
4時間丸々ビートルズ
2009年9月20日放送。同年9月に発売されたビートルズのリマスターアルバム『ザ・ビートルズ BOX』がヒットしたことを受け、通信カラオケDAMで歌われたビートルズの曲トップ30、ビートルズにゆかりがある加山雄三・浅井慎平らの証言や、リスナーから募集した「ビートルズ川柳」を放送した。
お正月だよ女子アナ祭り! サンデー・カラオケベスト10 年代別スペシャル
2010年1月3日放送。「サンデー・カラオケベスト10」の拡大版で、年代別のランキングを発表。1970・80・90・2000年代のプレゼンターとして吉川美代子、木村郁美、竹内香苗、田中みな実が出演した。
秋の3連休特別企画 じゃんけん選抜リクエスト
2010年9月19日放送。リスナー同士（初回は太田と田中、2回目は田中とリスナー）が電話を通して「口じゃんけん」をして、勝ち抜くたびに好きな曲をリクエストできるというルールで行われた。リスナー以外にも、過去に番組出演したことのある石破茂と宝田明が電話で参加した。また、TBSハウジング・草加会場の来場者も中継で参加。X-GUNがリポーターとして出演した。中継先からは「X-GUNの家Q&A」と題して、住宅に関する疑問に専門家が答えるコーナーも放送した。なお、「じゃんけん選抜」は、同年9月に開催された「AKB48 19thシングル選抜じゃんけん大会」のパロディである。
ベスト・ヒット・あの日
2011年1月2日放送。リスナーからリクエストがあった記念日を含む週のオリコンチャートを紹介。オープニングで『ベストヒットUSA』のDJである小林克也がナレーションで出演した。
あなたの好きな曲Gメン
2011年2月27日放送。リスナーから寄せられたヒット曲に関する疑問について、歌手・作詞家・作曲家などから証言を集めて紹介。事前収録での証言者として桑田佳祐や高橋ジョージらが、生ゲストとして森雪之丞と宇崎竜童が出演した。
選曲ダービー
2011年3月11日に発生した東北地方太平洋沖地震（東日本大震災）後の初の放送となった同月20日（前週13日は報道特別番組のため休止）に、14時台・15時台の「ちょっと一服」と「今カレー」以外のコーナーを休止して、「元気が出る曲・誰かをはげましたい曲」をテーマに太田・田中・竹内が音楽を選曲して放送した。その後、江藤が加わって、同年5月1日に「第2回選曲ダービー」と題して「ドライブにピッタリの曲」をテーマに、「第3回-」（同年9月4日）は「夏の終わりに聴きたい曲」をテーマに選曲して放送した。
「選曲ダービー」のタイトルになったのは、初回に太田が誰の選曲が良いかの競争を勝手に言い出したことによる。太田が一方的な順位付け（3回とも太田が1位で田中が最下位）をするが、正式な採点や競争はしていない。
リクエスト企画
- 2009年4月19日に「音楽ミュージック電リクスペシャル」と題して、リスナーからの曲のリクエストをメール・FAXに加え、タイトルどおり電話でも受け付けた（ただし、コールセンターではなく、スタッフら少人数で対応した）。また、X-GUNが中継リポーターとして高島平団地と光が丘団地に出向いて本番組を聞いている住民のリクエストも受け付けた。ゲストとして川嶋あいと渡辺真知子が出演してリクエストのあった曲を生で歌った。
- 2012年1月8日に「新春特別企画 カラオケつかみの1曲・リクエストSP」と題して、カラオケで最初に歌う「つかみの1曲」をテーマにリクエストを募集した。
- 2012年5月6日は「GW特別企画 私のカラオケ勝負曲」と題して、「ここぞで歌う勝負曲」をテーマにリクエストを募集。16時台のゲストに友近扮する演歌歌手・水谷千重子が出演した。
- 2012年8月26日は「もし、高校野球の女子マネージャーではないあなたが、ドラッカーのマネジメントを読まずに、カラオケでシメの1曲を歌ったら」（小説・映画『もし高校野球の女子マネージャーがドラッカーの『マネジメント』を読んだら』のパロディ）と題して、カラオケで最後に歌う「シメの1曲」をテーマに、リスナーに「突撃生電話」でリクエストを聞いた。また、電話でのゲストとしてスギちゃん、2011年8月の福島県での公開生放送（後述）でアシスタントを務めた当時rfcアナウンサー・佐々木瞳、当時HKT48・指原莉乃[注釈 48]、はなわ、加山雄三、池谷幸雄が出演した。
- 2013年5月5日は「こどもの日だよ! テレビ主題歌リクエストスペシャル」と題して、テレビ番組の主題歌になった曲のリクエストを募集した。ゲストとして友近が出演。曲紹介は、「田中チーム」対「太田チーム」（田中・太田以外のメンバーはいない）の対戦と称してそれぞれが無作為にリクエストを選び、友近が勝者を決めるという形式で行われた。
- 2017年5月7日は「青春18チューン・リクエスト!」（青春18きっぷのパロディ）と題して、リスナー自身が18歳頃に聞いていた曲のリクエストと当時の思い出を募集する企画と、田中の「青春18チューン」の曲を当てるクイズ（正解は近藤真彦の「ロイヤル・ストレート・フラッシュ」）を行った。
  - 2017年10月22日には、19歳をテーマにした同様の企画「青春19チューン・リクエスト!」を実施。リスナーのリクエストを募集し後述の「世リク」と同様のバトンを選ぶ方式で紹介する企画と、田中の「青春19チューン」の曲を当てるクイズ（正解は大沢誉志幸の「そして僕は途方に暮れる」）を行った。矢口真里がゲストとして生出演。依頼したものの出演できなかった人物の代わりの関連ある人物という設定で、ビートきよし（ツービート・ビートたけしの相方）、有村藍里（有村架純の姉）、坂本一生（高橋一生と誤ったとして）が事前収録で出演。X-GUN・さがね正裕（プロ野球選手・大谷翔平に実際に依頼したものの手術直後として断念。大谷が「二刀流」の選手であることに対し、芸人の本業と飲食店の副業の「二刀流」であるとして）が電話出演した。また、放送中にウエストランドがリポーターとして、駅ナンバリングが「19」になる、秋葉原駅（中央線・総武線各駅停車・JB 19）、原宿駅（山手線・JY 19）、渋谷駅（湘南新宿ライン・JS 19）の前で中継を行った。
  - 2019年5月5日には、15歳をテーマとした同様の企画「青春15チューン・リクエスト」を実施。作家でTBSラジオ『ACTION』木曜パーソナリティの羽田圭介とシンガーソングライターの関取花がスタジオゲストとして出演。Aマッソが日比谷公園で行われていたグルメイベントの会場から中継リポーターとして出演した。
- 2017年8月13日は「地球に生まれてよかった〜! 世リク・世界リクエスト」（TBSテレビで中継され、当日最終日を迎えていた『世界陸上ロンドン』のパロディ）と題して、「世界中のみなさん」からリクエストを受け付けると称して「夏っぽい曲」をテーマに募集。リクエスト内容が書かれた紙をバトンに詰めて田中と太田が順番にくじ引きするという方式で曲を紹介。ゲストとして森口博子が出演。開催中だった「デリシャカス2017 GOURMET & FUTURE TV」の来場者からもリクエストを受け付け、リポーターとしてウエストランドが出演した。
  - 2018年8月14日には「夏歌・ジャカルタ リクエスト」（TBSテレビで中継していた『アジア大会2018ジャカルタ』のパロディ）と題し、「団体戦」と称して、太田チーム（太田・江藤）と田中チーム（田中・ゲストの篠原ともえ）のそれぞれの選んだ曲のどちらがいいか「対戦」（太田が審判する）。「大会アンバサダー」と称したゲストとしてアジア大会の解説者を務めていた岩崎恭子を迎えた。ウエストランドは前年同様「TBS夏サカス2018 デジタル&グルメパーク」からのリポーターとして出演した。
- 2017年12月24日は番組初のクリスマス・イヴの放送にちなんで「聖なる昼の冬うたリクエスト!」と題して「冬っぽい歌」をテーマにリクエストを募集。前述のリクエストの紙が詰められたバトンをクリスマスブーツに入れてくじ引きする方式で曲を紹介。ウエストランドのリポートで赤坂サカスの冬イベント「White Sacas」の来場者からリクエストを受け付けた。
- 2019年9月1日には「夏の終わりのラブソング101（ワンオーワン）」と題して、「夏の終わりのラブソング」をテーマに、太田・田中（各30曲）、江藤・良原（良原は当時アシスタント就任前。各10曲）がランキング形式で選曲した曲、およびリスナーのリクエストを合わせた計101曲を目標にかける企画（実際にかけたのは93曲）を行った。
- 2020年5月3日には「まんぷくミュージックリクエスト」と題して、「お腹いっぱいになるまで聴いた。でも、まだ聴ける」をテーマに募集。前週の「ラジオ新番組選手権2020」で準優勝を獲得したRKKラジオ『ハワイの風』パーソナリティの奥田圭、爆笑問題とデビュー当時から関わりが深い渡辺正行と当時TBSテレビ局次長（元TBSアナウンサー）の浦口直樹が電話出演した[29]。

DJもずシリーズ
「DJもず」こと田中がアドリブでDJ風に曲のイントロ中に曲紹介をするリクエスト企画。「DJもず」は、2013年7月14日放送で、田中が中学生頃に将来DJになった時のマイクネームを「田中もず」にしようと考えていた、と発言したことに由来する。
- 2013年8月18日は「DJもずの真夏のリクエストgood!」（タイトルはAKB48の曲「真夏のSounds good !」のパロディ）と題して、「真夏に聴きたい曲」をテーマにリクエストを募集。リスナーからのリクエストのほか、赤坂サカスで開催された「夏サカス2013 笑顔の扉 デリシャカス～番組グルメでおもてなし～」の来場者からもリクエストを聞いた。中継リポーターとしてハライチが出演した。
- 2014年1月5日には「復活 DJもず 真冬のフォーチュンクッキー」（「恋するフォーチュンクッキー」のパロディ）と題して「冬に聞きたい曲」をテーマにリクエストを募集。「White Sacas」の来場者からもリクエストを聞いた。この回から、赤坂サカスからの中継にはTBSアナウンサー・小林由未子がリポーターとして出演していた。
- 同年5月4日にも同様の企画を行ったが、前2回で、田中が自身の好きな曲に対する思い入れやDJに関する持論を熱心に語る一方、知らない曲が選ばれたり、うまく曲紹介ができなかったりすると、選曲に不満があるような発言を繰り返したことから、「DJもず 上からMOZUリクエスト」（「上からマリコ」と、タイトルが重なったTBSテレビのドラマ『MOZU』のパロディ）と題して、「連休のドライブで聞きたい曲・GWにふさわしいあの名曲」をテーマに、「DJもず様が好きそうな、（しゃべりやすい）イントロがありそうな曲」に限定して、リクエスト企画にもかかわらず「DJもず様に配慮する」という設定で行った。
- 同年8月17日は「DJもずのモズラドールレトリバーリクエスト」（「ラブラドール・レトリバー」のパロディ）を実施。「夏サカス2014 デリシャカス 〜番組グルメでおもてなし〜」からの中継を行った。
- 2015年1月4日は「DJもずのお年玉的リフレイン」（「希望的リフレイン」のパロディ）を実施。「White Sacas」からの中継を行った。この回では、リクエストしたリスナーが、DJもずの曲紹介、もしくはビックカメラの商品券や東京ディズニーリゾートのチケットなどが当たる「お年玉チャンスゴールデン」（途中から太田の思いつきで、太田こと「DJピカ」の曲紹介つき）に参加するかを選ぶ方式になった。
- 2016年8月14日は「DJもずの365日のもず飛行機」（「365日の紙飛行機」のパロディ）を実施。「デリシャカス2016 GOURMET & SPORTS」からの中継を行った。

AKASAKA HOT 百 ハンドレッド 50/50
2015年5月3日放送。タイトルは裏番組である『TOKIO HOT 100』（J-WAVE）のパロディ。「50/50」は「ハーフハーフ」 と読む。
田中と太田が独自に選んだ好きな曲それぞれ50曲をランキング形式で紹介。ゲストとして「ここは赤坂応接間」（2014年4月6日）に出演したことのある篠原ともえを迎えた。
音楽の日(にち)
音楽をテーマにした特集企画。タイトルはTBSテレビ『音楽の日』のパロディ。
- 2015年8月30日には「音楽の日～皆のプレイリスト約100曲」（「約100曲」は「アバウトひゃくソング」と読む）を放送。出演者やリスナーが選曲して作った「プレイリスト」を100曲を目標に紹介。スタジオゲストとして友近、長嶋一茂、杏里、タケカワユキヒデが出演。事前収録で小島瑠璃子が出演した。
  - 同年9月20日には、「サンデーマナブくん」と「サンデー芸人ランキング」を休止し、「音楽の日」で紹介できなかったアシスタント・外山のプレイリストを紹介するとして、「外山歌謡祭」（フジテレビ系『水曜歌謡祭』のパロディ）と題して続編を放送した。
- 2016年8月28日には、「音楽の日～ポップス51年史!〜」を放送。前週の「サンデーマナブくん」から2週にわたって東京大学が開発した人工知能による自動作曲システムを特集し、生放送中に実際に曲を作成する企画と、TBSラジオが独自に作成したヒットチャート「TBSラジオオフィシャルランキング」の過去を振り返るクイズ企画を行った。「ここは赤坂応接間」には、作詞家・松本隆が出演した。

リクエストバトル! キング・オブ・男うた / クイーン・オブ・女うた
男性ボーカルまたは女性ボーカルの曲に限ってリクエストを募集し、無作為に選んだ曲をゲストと太田がプレゼンし田中が採点、最も点数の高かった曲を「キング-」「クイーン-」として選出する企画。2016年5月1日の「男うた」にはウエンツ瑛士と辻仁成が、翌週5月8日の「女うた」には篠原ともえが出演した。
カレンダーリクエスト
2018年8月5日放送。ガラポンで日付を決め、その日付に合う曲のリクエストを募集。ゲストとしてなぎら健壱と、前週にあらかじめ抽選した日付（4月19日）が誕生日の坂下千里子を迎えた。「夏サカス」会場のリポーターとして脳みそ夫が出演した。なお、「カレンダー」は、本番組がオリジナルで作成している出演者やスタッフの女性が掲載されている「日曜サンデー女子カレンダー」にちなんでおり、この企画のプレゼント用に50部限定で製作された。
- 2019年8月11日にも同様の企画を実施。ホラン千秋と森口博子をゲストに迎えた。としまえんからの中継リポーターとしてAマッソが出演した。
- 2020年8月9日の同様の企画「カレリク&日曜サンデー女子カレンダー撮影会」には、田原俊彦と高橋尚子をゲストに迎えた。

お家で歌おう? カラオケ コンテスト・リクエスト
2020年8月16日放送。「カラオケの十八番」をテーマにリクエストを募集し、出演者がカラオケで歌う企画。ゲストとしてフワちゃんが出演した。
田中裕二生誕祭 忖度リクエスト
2021年1月10日（田中の誕生日当日）に放送。「田中様が気に入るであろう曲」をテーマにリクエストを募集。同じ傾向の複数のリクエストから田中が選ぶ1曲のみをかける企画を行った。リスナーにはリクエストの組み合わせのうち1人（リクエスト曲がかけられたかどうかは関係ない）に電話をかけ、番号を指定するくじ引きで商品券や家電製品、太田の著書などがプレゼントされた。

### 公開放送
- 2008年8月10日には、「夏Sacas'08」会場から「ここは赤坂応接間」（ゲストは水島新司）のみを番組初の公開生放送。
- 2009年2月8日には、14時台に「White Sacas」会場から特別企画「日曜サンデーちゃん ネタ祭り」（テレビ朝日系『爆笑問題の検索ちゃん』の企画「芸人ちゃんネタ祭り」のパロディ）を公開生放送。髭男爵・アジアン・BOOMERがゲスト出演し、持ちネタを披露した。
- 2009年11月29日には、特別企画「天高く馬肥ゆる秋! ジャパンカップスペシャル」として、「27人の証言」（ディープインパクト）と「サンデー競馬小僧」をウインズ新横浜から中継で放送。WINSの会場では放送と別にBOOMER、髭男爵、X-GUN、島田秀平らによるトークショーやコントライブが行われた[30]。
- 2010年8月1日には、「千葉スペシャル」と題し、14時台を「ここは赤坂応接間」として千葉県知事（当時）・森田健作を招き、「赤坂ビッグバン〜夏サカス2010〜」会場のステージ「サカスウイング」から公開生放送。なお、16時台にも「ここは赤坂応接間」をスタジオから放送。ゲストに千葉真一（当時はJJサニー千葉）を迎えた。
- 2011年8月28日には、「日曜サンデー出張SP! 福島のみなさん、こんにちは!」と題して、東日本大震災の被災者を対象とした公開生放送を福島県いわき市・中央台東小学校から実施した[31]。会場では爆笑問題のほか、山里亮太、Wコロン、U字工事、BOOMER、X-GUNが出演。アシスタント[注釈 50] として佐々木瞳、「ラジオサンデージャポン」の解説と「サンデー競馬小僧」の「うまのり」予想に大和田新が出演した。当日は『世界陸上韓国テグ』の中継にともない『サンデージャポン』が休止となっていたため、爆笑問題の「出張」が可能であった。なお、rfcの震災報道を記したドキュメント本にこの公開放送の舞台裏が書かれている[32]。
- 2011年9月18日には、TBSラジオ開局60周年記念イベント「感謝deサカス!」の一環で、「JUNK大集合!」と題して赤坂サカスから公開生放送。ゲストとして『JUNK』の現役パーソナリティである伊集院光・山里亮太、おぎやはぎ、バナナマン（エレ片はスケジュールの都合で事前収録のコメントのみ）が出演した。
  - 2013年3月24日には、『JUNK』の放送開始10周年記念イベントとして、「10周年突破記念! JUNK大集合!!」を赤坂サカスから公開生放送。『JUNK』の現役パーソナリティ全員が出演した。前回は自由観覧であったが、観覧客が多く集まったため、この回では抽選による約700人限定（応募総数約7,000人）での公開となった。
- 2013年7月21日には、「夏サカス2013」会場のステージから「ここは赤坂応接間」（ゲストは木村大）を公開生放送。また、この公開生放送直後に『おぎやはぎのクルマびいき』の公開収録も行われ、それに先立ち、エンディングにおぎやはぎが生出演した。
- 2014年3月16日には、「サンデー芸人ランキング」と「サンデー競馬小僧」を休止し、TBSラジオのイベント「サカス春祭り」の一環として「春爛漫サンデー寄席」（『らんまんラジオ寄席』のパロディ）と題し、爆笑問題を「席亭」（寄席の主）としたコントライブを公開生放送。ウエストランド、日本エレキテル連合、ハマカーン、BOOMERが出演した。
  - 2014年8月3日には、「サンデーマナブくん」を休止し、「夏サカス2014」会場から「夏SUNSUNサンデー寄席」を公開生放送。ウエストランド、うしろシティ、ハライチ、どぶろっく、BOOMERが出演した。また、「サンデー芸人ランキング」を休止し、「サンデー芸人反省会」と題して、出演した芸人が公開生放送を振り返るトークコーナーをスタジオで行った。なお、この公開生放送の直前には、うしろシティとハライチが出演する『デブッタンテ』の公開収録が行われた。
  - 2015年8月2日にも「TBSデリシャカス2015」会場から同様の「夏SUNSUNサンデー寄席」を公開生放送。ウエストランド、三四郎、スピードワゴン、BOOMERが出演。「サンデー芸人反省会」も同様に行った。この回はBS-TBSで前半部分（14:00-14:30）を『爆笑!サンデー寄席2015 デリシャカスSP』として同時生放送。TBSアナウンサー・杉山真也が進行役として出演した。
  - 2016年7月24日には「デリシャカス2016」会場から「夏SUNSUN!!サンデー寄席2016」を公開生放送。14時台の「ちょースッキリ評議会」を13時台に移動させ前回より拡大した。「サンデー芸人反省会」も「サンデー競馬小僧」を休止し拡大した。インディアンス、ロッチ、永野、アンガールズ、BOOMERが出演した。BS-TBSでは『夏SUNSUN!!サンデー寄席2016 デリシャカスSP』として全編を同時生放送。杉山も前回同様出演した。
  - 2017年3月5日には、2016年の熊本地震の被害に対する復興支援に感謝するとして熊本県主催で赤坂サカスで開催された「がんばるけん熊本!くまもと復興応援感謝フェア」の一環で、15時台にネタ中に「くまモン」を織り込むことを条件とした「サンデーくまモン寄席」を公開生放送。ANZEN漫才、尼神インター、脳みそ夫、ヒロシ、BOOMERと、イベントの進行役を務めていたRKKアナウンサー・木村和也、熊本県のキャラクター・くまモンが出演した。この回はRKKラジオでも『まさやんのラジオ・デスマス』を中断して臨時ネットを行った。
  - 2017年7月23日には「デリシャカス2017」会場から「夏SUNSUNサンデー寄席2017」を公開生放送。Aマッソ、脳みそ夫、ペンギンズ、アキラ100%、BOOMERが出演した。BS-TBSでも全編を同時生放送。進行役に当時TBSアナウンサー・安東弘樹が出演した。
  - 2018年7月29日には「TBS夏サカス2018 デジタル&グルメパーク」会場から「夏SUNSUNサンデー寄席2017」を公開生放送。ウエストランド、ミキ、松村邦洋、紺野ぶるま、BOOMERが出演。BS-TBSでも全編を同時生放送。進行役にTBSアナウンサー（当時）・品田亮太が出演した。
  - 2019年9月15日には、赤坂商店街協議会が主催した「赤坂秋まつり2019」の一環で、「サンデー寄席」を国際新赤坂ビルの広場から公開生放送。まんじゅう大帝国、ハナコ、ハリウッドザコシショウ、ザブングルと、同年9月1日の「夏の終わりのラブソング101」で太田が「ラブソングBEST30」の1位として選出した曲「夏よさよなら」を歌うシンガーソングライターの西山小雨が出演した。
- 2014年11月2日には、「ラジオサンデージャポンNEXT」と「サンデーマナブくん」を休止し、赤坂サカスで開催されたイベント「TBSラジオ大感謝祭 ラジフェス2014」の一環として、「TBSラジオクイズ この人どちらサンデー?」と題してTBSラジオに関係する人物をクイズ形式で紹介する企画を公開生放送。外山が進行役を務め、爆笑問題と江藤が解答した。ゲストとして阿南京子、吉川美代子、武田一顯、『荒川強啓デイ・キャッチ!』のアシスタント・片桐千晶が出演した。また、オープニングでは「ラジフェス2014」の進行を務めていたTBSアナウンサー・安住紳一郎が出演した。
  - 2015年11月8日には、「サンデー芸人ランキング」と「サンデー競馬小僧」を休止し、「TBSラジオ大感謝祭 ラジフェス2015 うまいもん祭り」の一環として、「クイズ!TBSラジオのパーソナリティに聞きました」（TBSテレビ『クイズ100人に聞きました』のパロディ）と題してTBSラジオのパーソナリティへのアンケートをクイズ形式で紹介する企画の公開生放送を行った。2016年11月6日の「ラジフェス2016～食べて、笑って、赤坂で!」でも同様の企画を行った。
  - 2018年11月4日には、「ラジフェス2018～いくつハシゴできるかな?」の一環で、「ここは赤坂応接間」を公開生放送。ゲストとして『井上芳雄 by MYSELF』のパーソナリティを務める井上芳雄を迎えた。

### その他
- 2010年2月14日・2月21日・2月28日 - 15:27頃から数分間、バンクーバーオリンピック情報を現地リポーターの近藤夏紀が報告する特別企画「バンクーバーオリンピック リポート」を放送。近藤は当初「美人すぎる記者」と称されていたが、爆笑問題とのトークの際に笑いが止まらなくなることから、最終的に「笑いすぎるK記者」と呼称が変えられていた。近藤はその後、同年3月7日の「ラジオサンデージャポン」にスタジオ出演している。
- 2010年6月27日 - すべてのコーナーを通常とは異なる「超豪華」な演出とする「どこから聴いても超豪華スペシャル!!」を放送。交通情報のキャスター（碓氷浩子）への、田中の呼び掛けと太田の合いの手[注釈 51] の部分を、TBSラジオの各番組のパーソナリティ（13時台前半のみ巨人の内海哲也）が呼び掛けたものを事前に録音した音源で行った。また、通常はTBSニュースバードのキャスター（2012年10月以降はTBS954情報キャスターも）が担当している「TBSニュース」をナレーターでのみ出演している長峰が担当、16時台の天気予報の原稿を「赤坂応接間」ゲストのアンタッチャブル・山崎弘也が読み上げた。そのほか、やくみつる、原由子がコーナーゲストで生出演したり、「週末版TBSラジオショッピング」のBGMをINSPiが歌ったオリジナルバージョンにするなどした。
- 2011年12月25日 - 「TBSラジオ開局60周年記念特別企画・日曜の午後にやってた人だらけの応接間SP」を放送。本番組と同じ日曜午後のTBSラジオの番組でパーソナリティを務めた室井佑月（『ラ・ラ・ラ♪日ようび』）、井上順（『サンデーTOKYO』）、ルー大柴（『ルー大柴のサンデービッグテン』）、伊集院光（『伊集院光 日曜大将軍』『伊集院光 日曜日の秘密基地』）が出演した。
- 2013年4月14日 - 「サンデー・カラオケベスト10」を休止し、映画『カルテット! 人生のオペラハウス』のプロモーションで来日していたダスティン・ホフマンと太田の対談を放送した。
- 2013年9月1日 - 「じぇじぇじぇ! 街ゆくおじちゃんに徹底インタビューしましたSP」（「じぇじぇじぇ」はNHK連続テレビ小説『あまちゃん』で話題になった驚きを表す感動詞で、太田が多用していた）と題して、30～50歳代の男性に公式サイトと街頭インタビューで合計714人にアンケートを実施し、「現代のおじちゃん像」を探る企画を行った。ゲストに小池栄子を迎えた。また、「ここは赤坂応接間」には「おじちゃん世代」である雨上がり決死隊を迎えた。
- 2013年10月27日 - 通常のコーナー（「サンデー・カラオケベスト10」のみ休止）を「スペシャル」にする「スペシャルウィークってことでスペシャル」を放送。ゲストとして、「ごちそうサンデー」に都々逸の歌い手としても知られるさこみちよ、「サンデー競馬小僧」に競馬に詳しい草野仁、「ここは赤坂応接間」によゐこを迎えた。また、「サンデーマナブくん」は前週10月20日と2週にわたって「3Dプリンター」を特集。江藤の右手の原寸大模型と江藤およびディレクター2人のフィギュアを3Dプリンターで製作し、リスナーにプレゼントした。
- 2014年1月12日 - 「祝!300回記念スペシャル」として、「サンデーマナブくん」と「ここは赤坂応接間」を拡大。「サンデーマナブくん」は番組自体を特集し過去の放送を振り返った。前アシスタントの竹内が移住先のブラジルから電話出演した。「ここは赤坂応接間」には明石家さんまが出演した。また、ハライチがTBS放送センターの会場で特製の煎餅を300枚限定で配布した。
- 2014年8月31日 - 「24時間÷6ラジオ～小さなチコリ、大きなチコリ～」（当日に放送されていた日本テレビ系『24時間テレビ37「愛は地球を救う」～小さなキセキ、大きなキセキ～』のパロディ）を放送。ゲストとして、佐村河内守のゴーストライターとして話題になった作曲家・新垣隆、芸能人に似た顔になるメイクをする「ものまねメイクファンタジスタ」ざわちん、映画監督・園子温が生出演。夏の甲子園に広島代表として出場した当時広陵高校の野球選手で、爆笑問題・太田と同姓同名の太田光（おおた ひかる）の父親[注釈 52] が電話出演した。また、当日は第5日曜日で外山がアシスタントだったが、江藤も出演し、ウクレレを放送時間内に練習してエンディングで演奏する企画「江藤愛は地球を救う」（『24時間テレビ』の「チャレンジ企画」のパロディ）を行った。ざわちんが阿部文音にメイクを施す様子と、江藤の練習の様子をUstreamで映像のみ生配信した。タイトルの「チコリ」は、同年7月6日に「ちょっと一服」で「サラダにまつわる話」を募集した際、田中がチコリの話をしていじられたことによるもの。これにちなんで、岐阜県中津川市のチコリ生産者のミニドキュメンタリーとインタビュー「チコリのバトンがつなぐ夢」を放送した。なお、この企画の際に新垣が爆笑問題をイメージして作曲したとする曲を持ち込み、後日「ここは赤坂応接間」（2012年4月8日）に出演したことのある村上ゆきが編曲し歌詞をつけて歌ったものを、同年11月9日から一部のCM明けのサウンドステッカーとして使用している。
  - 2015年8月23日（『24時間テレビ38「つなぐ〜時を超えて笑顔を〜」』の放送日）には「サンデーマナブくん」を休止し、「24時間分の1時間ラジオ つなぐう～あなたも奇跡の目撃者?」と題して、高校野球の助っ人に「帰宅部」の生徒が出場して話題になった文理開成高校野球部、気象予報士・佐々木聡美、TBSラジオなど民放ラジオ局が当時準備を進めていたワイドFMのミニドキュメントを放送。ゲストとしてカンニング竹山が出演した。また、2015年8月30日の「音楽の日(にち)」で「江藤愛は地球を救う」を行い、江藤がスティールパンを演奏した。
- 2014年10月26日 - 「ローカルスター乗り継ぎバスの旅♪」（テレビ東京系『ローカル路線バス乗り継ぎの旅』のパロディ）と題して、ローカルタレントを特集。SBSラジオ『樹根爛漫』のパーソナリティ・樹根、千葉県を中心に活動するジャガー、名古屋市の観光PR部隊・名古屋おもてなし武将隊（豊臣秀吉、加藤清正、陣笠隊・亀吉）が生出演。ABCラジオ『おはようパーソナリティ道上洋三です』のパーソナリティ・道上洋三、エフエム宮崎でパーソナリティを務めるDJシローと木村つづく、福岡県で活動する山本華世、北海道で活動する祭太郎が電話出演した。前週10月19日には、「サンデーマナブくん」を休止し「ローカルスター乗り継ぎバスの旅♪ガイド」と題し事前企画を実施。宮城県のローカルタレントとしても活動するさとう宗幸、大分県で活動するカボスひろし、青森県で活動する伊奈かっぺいが電話出演した。また、これに合わせOKWaveと連動企画でアンケートを行った。
- 2015年2月22日 - 同年1月に50歳になった田中を祝うとして、「青春50年 裕二と、ゆかいな仲間たち」と題して、爆笑問題と同世代のゲストを迎えた企画を放送。パティシエ・鎧塚俊彦、元プロ野球選手・小宮山悟、東京都立井草高校で田中と同級生だった実業家・夏野剛、「ビッグダディ」こと林下清志、日本大学藝術学部で爆笑問題の1期後輩に当たる声優・冨永みーな、BOOMER（伊勢浩二が田中と対談）がゲスト出演。オープニングには辻仁成が出演した。
- 2017年8月27日 - 「ラジオ界に貢献した人、大集合! やすラジの郷」と題し、パロディ元のテレビドラマ『やすらぎの郷』（テレビ朝日系）にちなんで「ラジオのレジェンド」をゲストに迎え、当時の放送を振り返る企画を実施。『笑福亭鶴光のオールナイトニッポン』（ニッポン放送）などでパーソナリティを務めた笑福亭鶴光、『ラジオはアメリカン』（TBSラジオ）などの大橋照子、『吉田照美のやる気MANMAN!』（文化放送）などの吉田照美、ラジオドラマ『ミステリーゾーン』（TBSラジオ、1986年）の脚本を担当した雁田昇と、ラジオ好きとして知られるタブレット純が出演した。なお、前週20日の「ここは赤坂応接間」には「前哨戦」として『パックインミュージック』（TBSラジオ）などの小島一慶、翌週9月3日には「やすラジの郷 別館」と称して『セイ!ヤング』（文化放送）などのせんだみつおが出演した。
- 2017年11月12日 - 「500回の記念放送」。「サンデーマナブくん」はゲストに泉麻人を迎え、フェリシモが販売する「500色の色えんぴつ」、五百羅漢像、500円玉など「いろんな500」を特集。15時台には「サンデー芸人ランキング」を休止し、「日曜サンデーを通り過ぎていった女たち」と題して、竹内香苗が生出演、竹内以外の歴代アシスタントが事前収録で出演した。「ここは赤坂応接間」には、名前に「五」がつく関ジャニ∞・村上信五を迎えた。また、太田が描いた「番組特製500回記念ステッカー」をTBS放送センターの会場でウエストランドが配布した[34]。なお、ステッカーは、局名のみを差し替えた同じデザインのものが各ネット局の本社受付やイベントで配布された。
- 2018年6月17日 - 「結成30周年記念! 爆笑問題成分（コンポーネント）30 略して 爆コン30」と題して、爆笑問題に影響を与えたとする30の事柄を振り返る企画を実施。14時台には『タモリのボキャブラ天国』（フジテレビ系）で爆笑問題と共演していた小島奈津子[注釈 53]を迎えた。また、日本大学芸術学部や江古田駅周辺から大学時代の後輩に当たる小森谷徹がリポート。「ここは赤坂応接間」には『ザ・ジャッジ! 〜得する法律ファイル』（フジテレビ系）で共演していたみのもんたが出演した。終盤では桑田佳祐がサプライズとして音声メッセージでの出演をしている[35]。
- 2020年9月13日 - 「サンデーマナブくん」を休止し、「報道ニュース2020夏サマー」と題して同年夏のニュースを振り返る企画を行い、ゲストとして玉袋筋太郎とカンニング竹山が出演した。また、「ここは赤坂応接間」は「秋の特別編 ザ・ミュージックの日」（日本テレビ『THE MUSIC DAY』とTBSテレビ『音楽の日』のパロディ）と題して、関取花と西山小雨が出演した。なお、その後に西山が制作したオリジナルの曲を、同年10月12日から一部のCM明けのサウンドステッカーとして使用している。
- 2020年9月27日 - TBSテレビ『アッコにおまかせ! 祝35周年!豪華拡大SP』の企画で、本番組のオープニング中に同時生放送を行った[注釈 54]。また、この日は「サンデーマナブくん」と「ここは赤坂応接間」を入れ替え、「-マナブくん」は特別編として「若狭湾の日」の企画で福井県三方上中郡若狭町のレインボーライン山頂公園から生中継。外山と浜ロンがリポーターとして出演した。
- 2021年1月3日 - 15時までの短縮で、前週2020年12月27日の生放送直後に収録したものを放送。「俺の!私の!人生最高食堂ベスト3」（TBSテレビ『人生最高レストラン』のパロディ）と題して、出演者やリスナーが選ぶ、ジャンルを問わず今まで生きてきた中で「うまかったものベスト3」を紹介する企画を実施。スタジオゲストとして石塚英彦、事前収録のコメントゲストとして本番組の直後に放送された特別番組『令和に復活!コサキンDEワァオ!です、40周年です!ワァオ～～』パーソナリティの小堺一機と関根勤が出演した。なお爆笑問題はこの日、この回の放送と同じ時間帯にNHK総合の『新春生放送!東西笑いの殿堂』に生出演していた。
- 2021年2月7日 - 「サンデー芸人ランキング」と「サンデーマナブくん」を休止し、「裏技スーパーボウル2021」（日本時間翌8日に開催された「スーパーボウル2021」のパロディ）と題して芸人が裏技をプレゼンする企画を実施。審査員として永野、プレゼンターの芸人としてマシンガンズ・滝沢秀一、ネコニスズ・ヤマゲン、やす子が出演した。

## 不祥事

### ゲストによる不適切言動と行為
2025年6月15日放送分において、ゲストとして出演した田原俊彦が番組内で不適切な言動を行ったり、アナウンサーの山本に対して不適切な行為があったとして、番組制作局のTBSラジオは同月20日に「番組を制作・放送した側として責任を重く受け止めている」との声明を出したほか、田原も同月22日に「僕がちょっと調子に乗りすぎた。お騒がせして、すみませんでした」と謝罪した。

## タイムテーブル
通常放送時のタイムテーブル。各コーナーの詳細については#コーナーを参照。
- 13:00 - オープニング（フリートーク、メール・FAXテーマ発表、プレゼント紹介、今日のメニュー紹介）
- 13:25頃 - 交通情報 （太田胃散提供、TBS以外のネット局はBGMのみ放送[注釈 55]）
- 13:27頃 - ラジオサンデージャポンPLUS
- 13:53頃 - 交通情報（毎日新聞社提供、TBS以外のネット局はBGMのみ放送）
- 13:55頃 - ちょっと一服
- 13:59 - CM
  - 一部ネット局、番組編成上飛び降りの場合あり。
- 14:00 - ここは赤坂応接間
  - 14:30頃 - 交通情報（TBS以外のネット局はBGMのみ放送）
- 14:45頃 - ヤクルト presents 1日1本 ちょースッキリ評議会(TBS以外のネット局では提供クレジット・CM放送なし)
- 14:50頃 - TBSニュース、天気予報
- 14:53頃 - 交通情報（SBCは長野県内の交通情報[注釈 56]、その他のネット局はBGMのみ放送）
- 14:55頃 - ちょっと一服
- 14:59 - CM
  - TBSラジオ以外、ネット局は飛び降り[注釈 57]。
- 15:00 - あなたとやりとり ドミンゴドミンゴ「都々逸コーナー」
- 15:10頃 - サンデー芸人ランキング
- 15:30頃 - 交通情報
- 15:32頃 - 田中裕二のサンデー競馬小僧
- 15:55頃 - 交通情報
- 15:57頃 - 競馬の結果と払戻金発表、ちょっと一服
- 15:59.40 - 時報CM
- 16:00 - サンデーマナブくん／サンデー中継くん
  - 16:25頃 - 交通情報（はとバス提供）
- 16:40頃 - 中嶋常幸のティーグラウンドへようこそ!
- 16:50頃 - TBSニュース、天気予報
- 16:53頃 - 交通情報
- 16:55頃 - エンディング（プレゼント当選者発表、次週予告）
- 16:59.40 - 番組終了
  - 「週末版TBSラジオショッピング」は「ラジオサンデージャポン」を短縮、「今カレー」は「サンデー・カラオケベスト10」を短縮して開始した。
  - 「田中裕二のサンデー競馬小僧」は対象のレースによっては開始時刻を早め、「サンデー・カラオケベスト10」→「サンデー芸人ランキング」の上位発表を「競馬小僧」の後に行うことがある。
  - 特別企画放送時でも「週末版TBSラジオショッピング」「ヤクルトpresents 1日1本 ちょースッキリ評議会」は休止しない。「サンデー競馬小僧」は2013年12月まで（競馬の開催がない場合を除く）、「今カレー」→「ごちそうサンデー」→「あなたとやりとり ドミンゴドミンゴ」は2017年1月まで休止していなかった。
  - 短縮放送時はコーナーを入れ替えて通常とは違う時間帯に放送されることがある。

## ネット局
いずれも毎週日曜日の同時生放送で、ネット開始の早い時期の局から記載。
全局、『radiko』・『radikoプレミアム』で聴取可能。

### 現在
| 放送対象地域   | 放送局名          | 放送期間                                    | 放送時間      | 備考         |
| -------------- | ----------------- | ------------------------------------------- | ------------- | ------------ |
| 関東広域圏     | TBSラジオ         | 2008年4月6日 -                              | 13:00 - 17:00 | 制作局       |
| 福島県         | ラジオ福島（rfc） | 2011年4月10日 -                             | 13:00 - 15:00 | 途中飛び降り |
| 新潟県         | 新潟放送（BSN）   | 2011年4月10日 -                             | 13:00 - 15:00 | 途中飛び降り |
| 石川県         | 北陸放送（MRO）   | 2011年4月10日 -                             | 13:00 - 15:00 | 途中飛び降り |
| 岡山県         | RSK山陽放送       | 2011年4月10日 -                             | 13:00 - 15:00 | 途中飛び降り |
| 長野県         | 信越放送（SBC）   | 2013年4月7日 -                              | 13:00 - 15:00 | 途中飛び降り |
| 愛媛県         | 南海放送（RNB）   | 2016年10月2日 -                             | 13:00 - 15:00 | 途中飛び降り |
| 福井県         | 福井放送（FBC）   | 2017年4月2日 -                              | 13:00 - 15:00 | 途中飛び降り |
| 山梨県         | 山梨放送（YBS）   | 2017年4月2日 -                              | 13:00 - 15:00 | 途中飛び降り |
| 和歌山県       | 和歌山放送（wbs） | 2017年4月9日 -                              | 13:00 - 15:00 | 途中飛び降り |
| 大分県         | 大分放送（OBS）   | 2017年4月23日 -                             | 13:00 - 15:00 | 途中飛び降り |
| 兵庫県         | ラジオ関西（CRK） | 2019年4月7日 -                              | 13:00 - 15:00 | 途中飛び降り |
| 宮崎県         | 宮崎放送（MRT）   | 2019年10月6日 -                             | 13:00 - 15:00 | 途中飛び降り |
| 富山県         | 北日本放送（KNB） | 2020年10月4日 -                             | 13:00 - 15:00 | 途中飛び降り |
| 秋田県         | 秋田放送（ABS）   | 2021年4月4日 -                              | 13:00 - 15:00 | 途中飛び降り |
| 鳥取県・島根県 | 山陰放送（BSS）   | 2021年4月4日 -                              | 13:00 - 15:00 | 途中飛び降り |
| 高知県         | 高知放送（RKC）   | 2021年4月4日 -                              | 13:00 - 15:00 | 途中飛び降り |
| 鹿児島県       | 南日本放送（MBC） | 2020年4月5日 - 2022年9月25日 2024年4月7日 - | 13:00 - 15:00 | 途中飛び降り |

### 過去
| 放送対象地域   | 放送局                        | 放送期間 | 放送時間                                           |
| -------------- | ----------------------------- | --- | -------------------------------------------------- |
| 宮城県         | 東北放送（TBC）               | 2015年10月4日 - 2020年9月27日                                                                               | 13:00 - 15:00                                      |
| 長崎県・佐賀県 | 長崎放送（NBC） NBCラジオ佐賀 | 2014年4月6日 - 2021年3月28日                                                                                | 13:00 - 15:00                                      |
| 静岡県         | 静岡放送（SBS）               | 2015年4月5日 - 2022年3月27日                                                                                | 13:00 - 15:00                                      |
| 山形県         | 山形放送（YBC）               | 2018年10月7日 - 2023年3月26日                                                                               | 13:00 - 15:00                                      |
| 福岡県         | RKB毎日放送                   | 2015年8月2日 - 2017年9月24日 2021年12月5日 - 2022年3月20日 2022年11月6日 - 2023年3月 2023年11月 - 2024年3月 | 13:00 - 15:00                                      |
| 北海道         | 北海道放送（HBC）             | 2012年10月7日 - 2013年3月17日 2024年10月6日 - 2025年3月23日                                                 | 13:00 - 15:00                                      |
| 近畿広域圏     | 朝日放送（ABC）               | 2008年4月13日 - 2012年2月19日                                                                               | 15時台『サンデー競馬小僧』関東地区GI競走の実況のみ |

### 単発
| 放送対象地域 | 放送局          | 放送期間                                                               | 放送時間      | 備考            |
| ------------ | --------------- | ---------------------------------------------------------------------- | ------------- | --------------- |
| 広島県       | 中国放送（RCC） | 2017年2月19日                                                          | 13:00 - 15:00 | [ 注釈 75 ]     |
| 広島県       | 中国放送（RCC） | 2020年7月19日 2020年8月16日 2020年8月23日 2020年8月30日 2020年12月20日 | 13:00 - 15:00 | [ 注釈 76 ]     |
| 熊本県       | 熊本放送（RKK） | 2017年3月5日                                                           | 15:00 - 16:00 | #公開放送を参照 |

### 備考
- 日曜日の15時台はMBSラジオが中央競馬中継（『GOGO競馬サンデー!』）の西日本（中京圏以西）ブロックネット用に1970年代からJRN回線を確保し続けているため、当番組の全国ネットは立ち上げ以来、必ず15時までで打ち切られる。
このため宮崎放送では通年、RKBラジオではナイターオフシーズンに限り後続に『GOGO競馬』、ラジオ福島と新潟放送では地元での中央競馬開催がない場合ラジオNIKKEI発の『中央競馬実況中継』、また山梨放送では通年RFラジオ日本発の『日曜競馬中継』が放送される。

- 2022年1月時点でのネット局のうち、九州のラジオ・テレビ兼営局であるRKBとMBCでは、TBS系列（JNN／TBSネットワーク）に加わっているテレビ放送部門が『サンデージャポン』（爆笑問題が司会・良原がリポーターを務めるTBSテレビ制作の番組で本来は10:00 - 11:24に生放送）の当日時差ネットを当番組の時間帯に実施[注釈 77]。RKBが当番組のネット飛び降り後（15:30 - 16:54）に実施しているのに対して、MBCでは当番組のネット受け中（13:30 - 14:54）に放送している。かつてのネット局でテレビ放送事業を兼営しているNBCでも、ネット期間中の2020年4月5日から、ネット受けの時間帯の後半以降（14:00 - 15:25）に『サンデージャポン』を時差ネット[注釈 77]。また、部門は異なるものの、高知もテレビ高知が高知放送ネット受け時間中に時差ネットを行っている。NBC（と一時期のMBC）は当番組のネット受けが終了したためこの状況はなくなっている。

#### 番組休止など
番組自体の放送が日曜日にあたることから、局主催のイベント、スポーツ中継（主に野球、サッカー、競馬、駅伝・マラソンなど）、その他特別番組を放送する関係で当番組の一部か全編を休止することがある。
- ひろしま男子駅伝

例年は、天皇盃全国都道府県対抗男子駅伝が広島市内で開催される1月の第3（または第4）日曜日に、地元局（当番組の通常非ネット局）の中国放送（RCC）が全国の民放ラジオ38局に向けて制作する駅伝中継がTBSラジオと当番組の全ネット局でも放送される。このため、TBS以外のネット局では、駅伝開催日は全編休止となる（前述の通り15時台はTBSがJRN回線を使えないため、放送時間の繰り下げもできない）。TBSでは2020年（1月19日）まで、関東ローカル向けの短縮版を中継の終了後（15:15）から17:00まで放送していた。
2021年（1月24日）・2022年（1月23日）にはコロナ2019感染拡大の影響で駅伝が中止されたため、RCCが駅伝を中継する予定だった時間帯（12:15 - 15:15）に『ダイソースペシャル 原晋のふるさとおしゃべり駅伝』（生放送による全国ネット向けの代替番組）を編成。2021年は「おしゃべり駅伝」が12:00 - 14:00の2時間番組だったため、14:00から短縮版の日曜サンデーを（TBSのみ17:00まで、ネット局のうち9局が15:00まで）放送していた（他のネット局では放送せず）。
2022年には、当番組を15・16時台も含め全編にわたって休止した。以後3年ぶりの開催となった2023年（1月22日）・さらに2024年（1月21日）についても、同様に15・16時台も含めて当番組を全編にわたって休止し、12時台に放送する一社提供の番組など番組スポンサー等との関係で休止にできない番組を時間変更して対応した。『中嶋常幸のティーグラウンドへようこそ!』も16時台に単独番組扱いで放送された。
- ニューイヤー駅伝

2017年と2023年の1月1日（元日）はニューイヤー駅伝放送のため、TBSラジオでの放送は休止となったが、一部ネット局に裏送りで2時間の短縮版（事前収録）が放送された。2023年の元日裏送り回では、2022年12月25日までお題「夢の対決 もし戦わば」の投稿募集が行われた。また、『ティーグラウンドへようこそ!』はこの日に限り、単独番組扱いで16:35 - 16:45に放送された。